# Primati della Billboard Hot 100
Questa voce riporta i principali primati della Billboard Hot 100, classifica dei 100 singoli più venduti, più trasmessi dalle radio e più visti su YouTube negli Stati Uniti.

## Primati delle canzoni

### Maggior numero di settimane alla numero uno (14 settimane o più)
| Numero di settimane | Artista/i                                                                  | Canzone                                                            | Anno/i  | Fonte        |
| ------------------- | -------------------------------------------------------------------------- | ------------------------------------------------------------------ | ------- | ------------ |
| 19                  | Lil Nas X (1 settimana da solista, 18 settimane remix con Billy Ray Cyrus) | Old Town Road                                                      | 2019    | [ 1 ] [ 2 ]  |
| 19                  | Shaboozey                                                                  | A Bar Song (Tipsy)                                                 | 2024    | [ 2 ] [ 3 ]  |
| 18                  | Mariah Carey                                                               | All I Want for Christmas Is You                                    | 2019–24 | [ 4 ]        |
| 16                  | Mariah Carey & Boyz II Men                                                 | One Sweet Day                                                      | 1995–96 | [ 2 ] [ 5 ]  |
| 16                  | Luis Fonsi & Daddy Yankee feat. Justin Bieber                              | Despacito                                                          | 2017    | [ 2 ] [ 6 ]  |
| 16                  | Morgan Wallen                                                              | Last Night                                                         | 2023    | [ 2 ] [ 7 ]  |
| 15                  | Harry Styles                                                               | As It Was                                                          | 2022    | [ 2 ] [ 8 ]  |
| 14                  | Whitney Houston                                                            | I Will Always Love You                                             | 1992–93 | [ 2 ] [ 9 ]  |
| 14                  | Boyz II Men                                                                | I'll Make Love to You                                              | 1994    | [ 2 ] [ 9 ]  |
| 14                  | Los del Río                                                                | Macarena (Bayside Boys mix)                                        | 1996    | [ 2 ] [ 10 ] |
| 14                  | Elton John                                                                 | Candle in the Wind 1997 / Something About the Way You Look Tonight | 1997–98 | [ 2 ] [ 11 ] |
| 14                  | Mariah Carey                                                               | We Belong Together                                                 | 2005    | [ 2 ] [ 12 ] |
| 14                  | The Black Eyed Peas                                                        | I Gotta Feeling                                                    | 2009    | [ 2 ] [ 13 ] |
| 14                  | Mark Ronson feat. Bruno Mars                                               | Uptown Funk                                                        | 2015    | [ 2 ] [ 14 ] |

Fonti aggiuntive:

### Progressione del record per il maggior numero di settimane alla numero uno
La tabella seguente indica l'avanzamento delle varie canzoni, quantificando quanti giorni ogni canzone è riuscita a mantenere il suo record dalla sua settimana significativa. L'attuale detentore per il maggior numero di settimane è Old Town Road di Lil Nas X con 19 settimane, record eguagliato nel 2024 da A Bar Song (Tipsy) di Shaboozey, mentre One Sweet Day di Mariah Carey & i Boyz II Men detiene il maggior numero di giorni alla prima posizione, con 8 547 giorni trascorsi prima che Old Town Road infrangesse il record di 16 settimane alla numero uno.
     Detentore del record per il maggior numero di giorni
     Record attuale
| Numero di settimane                             | Canzone                         | Artista/i                                                                  | Data              | Giorni di record | Nota   |
| ----------------------------------------------- | ------------------------------- | -------------------------------------------------------------------------- | ----------------- | ---------------- | ------ |
| 19                                              | Old Town Road                   | Lil Nas X (1 settimana da solista, 18 settimane remix con Billy Ray Cyrus) | 17 agosto 2019    | 2159             | [ 17 ] |
| 18                                              | Old Town Road                   | Lil Nas X (1 settimana da solista, 18 settimane remix con Billy Ray Cyrus) | 10 agosto 2019    | 2159             | [ 17 ] |
| 17                                              | Old Town Road                   | Lil Nas X (1 settimana da solista, 18 settimane remix con Billy Ray Cyrus) | 3 agosto 2019     | 2159             | [ 17 ] |
| 16                                              | One Sweet Day                   | Mariah Carey & Boyz II Men                                                 | 16 marzo 1996     | 8547             | [ 18 ] |
| 15                                              | One Sweet Day                   | Mariah Carey & Boyz II Men                                                 | 9 marzo 1996      | 8547             | [ 18 ] |
| 14                                              | I Will Always Love You          | Whitney Houston                                                            | 27 febbraio 1993  | 1232             | [ 19 ] |
| 13                                              | End of the Road                 | Boyz II Men                                                                | 7 novembre 1992   | 126              | [ 20 ] |
| 12                                              | End of the Road                 | Boyz II Men                                                                | 31 ottobre 1992   | 126              | [ 20 ] |
| 11                                              | End of the Road                 | Boyz II Men                                                                | 24 ottobre 1992   | 126              | [ 20 ] |
| 10                                              | You Light Up My Life            | Debby Boone                                                                | 17 dicembre 1977  | 5425             | [ 21 ] |
| 9                                               | Mack the Knife                  | Bobby Darin                                                                | 7 dicembre 1959   | 6599             | [ 22 ] |
| 8                                               | Mack the Knife                  | Bobby Darin                                                                | 30 novembre 1959  | 6599             | [ 22 ] |
| 7                                               | Mack the Knife                  | Bobby Darin                                                                | 23 novembre 1959  | 6599             | [ 22 ] |
| 6                                               | It's All in the Game            | Tommy Edwards                                                              | 3 novembre 1958   | 385              | [ 23 ] |
| 5                                               | Volare (Nel blu dipinto di blu) | Domenico Modugno                                                           | 22 settembre 1958 | 56               | [ 24 ] |
| 4                                               | Volare (Nel blu dipinto di blu) | Domenico Modugno                                                           | 15 settembre 1958 | 56               | [ 24 ] |
| 3                                               | Volare (Nel blu dipinto di blu) | Domenico Modugno                                                           | 8 settembre 1958  | 56               | [ 24 ] |
| 2                                               | Poor Little Fool                | Ricky Nelson                                                               | 11 agosto 1958    | 35               | [ 25 ] |
| 1                                               | Poor Little Fool                | Ricky Nelson                                                               | 4 agosto 1958     | 35               | [ 25 ] |
| Aggiornato alla pubblicazione del 7 giugno 2025 |                                 |                                                                            |                   |                  |        |

### Maggior numero di settimane alla numero due (senza raggiungere la #1)
| Numero di settimane | Artista/i                          | Canzone                      | Anno/i    | Bloccato alla #1 da | Fonte  |
| ------------------- | ---------------------------------- | ---------------------------- | --------- | --- | ------ |
| 10                  | Foreigner                          | Waiting for a Girl Like You  | 1981–82   | Physical (Olivia Newton-John), I Can't Go for That (No Can Do) (Hall & Oates)                                                           | [ 26 ] |
| 10                  | Missy Elliott                      | Work It                      | 2002–03   | Lose Yourself (Eminem) | [ 27 ] |
| 9                   | Donna Lewis                        | I Love You Always Forever    | 1996      | Macarena (Bayside Boys Mix) (Los del Río)                                                                                               | [ 27 ] |
| 9                   | Shania Twain                       | You're Still the One         | 1998      | Too Close (Next), The Boy Is Mine (Brandy & Monica)                                                                                     | [ 26 ] |
| 8                   | Shai                               | If I Ever Fall in Love       | 1992–93   | How Do You Talk to an Angel (The Heights), I Will Always Love You (Whitney Houston)                                                     | [ 28 ] |
| 8                   | Deborah Cox                        | Nobody's Supposed to Be Here | 1998–99   | I'm Your Angel (R. Kelly e Celine Dion), Have You Ever? (Brandy)                                                                        | [ 26 ] |
| 8                   | Brian McKnight                     | Back at One                  | 1999–2000 | Smooth (Santana feat. Rob Thomas) | [ 27 ] |
| 8                   | Mario Winans feat. Enya & P. Diddy | I Don't Wanna Know           | 2004      | Yeah! (Usher feat. Lil Jon e Ludacris), Burn (Usher)                                                                                    |        |
| 8                   | Ed Sheeran                         | Thinking Out Loud            | 2015      | Uptown Funk (Mark Ronson feat. Bruno Mars)                                                                                              | [ 27 ] |
| 8                   | Future feat. Drake                 | Life Is Good                 | 2020      | The Box (Roddy Ricch) | [ 27 ] |
| 8                   | Luke Combs                         | Fast Car                     | 2023      | Last Night (Morgan Wallen), Rich Men North of Richmond (Oliver Anthony Music), I Remember Everything (Zach Bryan feat. Kacey Musgraves) | [ 29 ] |

N.B: Quattro canzoni sono riuscite a stazionare alla seconda posizione per più di 10 settimane, avendo però raggiunto la numero uno, rendendoli non ammissibili alla lista di cui sopra: Stay di The Kid Laroi e Justin Bieber (2021–22 per 14 settimane),  Exhale (Shoop Shoop) di Whitney Houston (1995–96 per 11 settimane), Good 4 U di Olivia Rodrigo (2021 per 11 weeks) e Kill Bill di SZA (2022-23 per 11 settimane).

### Maggior numero di settimane in Top 2
| Numero di settimane | Artista/i                                                                  | Canzone                         | Anno/i  | Fonte  |
| ------------------- | -------------------------------------------------------------------------- | ------------------------------- | ------- | ------ |
| 25                  | Harry Styles                                                               | As It Was                       | 2022    | [ 32 ] |
| 23                  | Mariah Carey                                                               | All I Want for Christmas Is You | 2019–24 |        |
| 22                  | Shaboozey                                                                  | A Bar Song (Tipsy)              | 2024    |        |
| 21                  | The Kid Laroi e Justin Bieber                                              | Stay                            | 2021–22 | [ 33 ] |
| 21                  | Morgan Wallen                                                              | Last Night                      | 2023    |        |
| 19                  | Lil Nas X (1 settimana da solista, 18 settimane remix con Billy Ray Cyrus) | Old Town Road                   | 2019    | [ 33 ] |
| 18                  | Mark Ronson e Bruno Mars                                                   | Uptown Funk                     | 2015    | [ 33 ] |
| 18                  | Post Malone featuring Morgan Wallen                                        | I Had Some Help                 | 2024    |        |
| 17                  | Luis Fonsi e Daddy Yankee con Justin Bieber                                | Despacito                       | 2017    | [ 33 ] |
| 16                  | Mariah Carey e i Boyz II Men                                               | One Sweet Day                   | 1995–96 | [ 34 ] |
| 16                  | Mariah Carey                                                               | We Belong Together              | 2005    | [ 34 ] |
| 16                  | The Black Eyed Peas                                                        | I Gotta Feeling                 | 2009    | [ 34 ] |
| 16                  | Ed Sheeran                                                                 | Shape of You                    | 2017    | [ 34 ] |

### Maggior numero di settimane in Top 3
| Numero di settimane | Artista/i                                                                  | Canzone                           | Anno/i  | Fonte  |
| ------------------- | -------------------------------------------------------------------------- | --------------------------------- | ------- | ------ |
| 29                  | Harry Styles                                                               | As It Was                         | 2022    | [ 35 ] |
| 26                  | Morgan Wallen                                                              | Last Night                        | 2023    |        |
| 25                  | Mariah Carey                                                               | All I Want for Christmas Is You   | 2019-24 |        |
| 23                  | The Kid Laroi e Justin Bieber                                              | Stay                              | 2021–22 | [ 36 ] |
| 22                  | Miley Cyrus                                                                | Flowers                           | 2023    |        |
| 21                  | Mark Ronson con Bruno Mars                                                 | Uptown Funk                       | 2015    |        |
| 21                  | The Chainsmokers con Halsey                                                | Closer                            | 2016–17 |        |
| 21                  | The Weeknd                                                                 | Blinding Lights                   | 2020–21 |        |
| 20                  | Lil Nas X (1 settimana da solista, 18 settimane remix con Billy Ray Cyrus) | Old Town Road                     | 2019    |        |
| 20                  | Brenda Lee                                                                 | Rockin' Around the Christmas Tree | 2019-24 |        |

### Maggior numero di settimane in Top 5
| Numero di settimane | Artista/i                     | Canzone                         | Anno/i  | Fonte  |
| ------------------- | ----------------------------- | ------------------------------- | ------- | ------ |
| 43                  | The Weeknd                    | Blinding Lights                 | 2020–21 | [ 37 ] |
| 34                  | The Kid Laroi e Justin Bieber | Stay                            | 2021–22 | [ 38 ] |
| 31                  | Harry Styles                  | As It Was                       | 2022    | [ 39 ] |
| 31                  | Morgan Wallen                 | Last Night                      | 2023    |        |
| 27                  | The Chainsmokers con Halsey   | Closer                          | 2016–17 | [ 40 ] |
| 27                  | Ed Sheeran                    | Shape of You                    | 2017    | [ 40 ] |
| 27                  | Mariah Carey                  | All I Want for Christmas Is You | 2019-24 |        |
| 26                  | Post Malone                   | Circles                         | 2019–20 | [ 40 ] |
| 25                  | LeAnn Rimes                   | How Do I Live                   | 1997–98 | [ 40 ] |
| 25                  | Mark Ronson con Bruno Mars    | Uptown Funk                     | 2014–15 | [ 40 ] |
| 25                  | Miley Cyrus                   | Flowers                         | 2023    |        |

### Maggior numero di settimane in Top 10
| Numero di settimane | Artista/i                                                  | Canzone                         | Anno/i        | Fonte  |
| ------------------- | ---------------------------------------------------------- | ------------------------------- | ------------- | ------ |
| 58                  | Teddy Swims                                                | Lose Control                    | 2023–presente | [ 41 ] |
| 57                  | The Weeknd                                                 | Blinding Lights                 | 2020–21       | [ 41 ] |
| 48                  | Shaboozey                                                  | A Bar Song (Tipsy)              | 2024          | [ 41 ] |
| 44                  | The Kid Laroi e Justin Bieber                              | Stay                            | 2021–22       | [ 41 ] |
| 41                  | Dua Lipa (32 settimane con DaBaby, 9 settimane da solista) | Levitating                      | 2021          | [ 41 ] |
| 41                  | Morgan Wallen                                              | Last Night                      | 2023          | [ 41 ] |
| 39                  | Post Malone                                                | Circles                         | 2019–20       | [ 41 ] |
| 38                  | Harry Styles                                               | As It Was                       | 2022–23       | [ 41 ] |
| 37                  | Glass Animals                                              | Heat Waves                      | 2021–22       | [ 41 ] |
| 37                  | Mariah Carey                                               | All I Want for Christmas Is You | 2017–22       | [ 41 ] |

### Maggior numero di settimane totali in classifica

#### Canzoni non natalizie
| Numero di settimane | Artista/i                                                                  | Canzone           | Anno di ingresso | Anno di uscita | Fonte         |
| ------------------- | -------------------------------------------------------------------------- | ----------------- | ---------------- | -------------- | ------------- |
| 97                  | Teddy Swims                                                                | Lose Control      | 2023             | in classifica  | [ 42 ]        |
| 91                  | Glass Animals                                                              | Heat Waves        | 2021             | 2022           | [ 43 ] [ 44 ] |
| 90                  | The Weeknd                                                                 | Blinding Lights   | 2019             | 2021           | [ 44 ]        |
| 87                  | Imagine Dragons                                                            | Radioactive       | 2012             | 2014           | [ 44 ]        |
| 79                  | Awolnation                                                                 | Sail              | 2011             | 2014           | [ 44 ]        |
| 77                  | Dua Lipa (45 settimane con DaBaby, 32 settimane da solista)                | Levitating        | 2020             | 2022           | [ 44 ]        |
| 76                  | Jason Mraz                                                                 | I'm Yours         | 2008             | 2009           | [ 44 ]        |
| 73                  | Benson Boone                                                               | Beautiful Things  | 2024             | in classifica  | [ 45 ]        |
| 70                  | SZA                                                                        | Snooze            | 2022             | 2024           | [ 46 ]        |
| 69                  | LeAnn Rimes                                                                | How Do I Live     | 1997             | 1998           | [ 44 ]        |
| 69                  | The Weeknd e Ariana Grande (19 settimane solista, 50 settimane con Grande) | Save Your Tears   | 2020             | 2022           | [ 44 ]        |
| 68                  | LMFAO con Lauren Bennett e GoonRock                                        | Party Rock Anthem | 2011             | 2012           | [ 44 ]        |
| 68                  | OneRepublic                                                                | Counting Stars    | 2013             | 2014           | [ 44 ]        |

#### Canzoni natalizie
A partire dagli anni 2010, durante la stagione natalizie (da fine novembre a inizio gennaio) le seguenti canzoni compaiono regolarmente nella Billboard Hot 100.
| Numero di settimane | Artista/i      | Canzone                                     | Anno di ingresso | Fonte  |
| ------------------- | -------------- | ------------------------------------------- | ---------------- | ------ |
| 71                  | Mariah Carey   | All I Want for Christmas is You             | 2000             | [ 47 ] |
| 63                  | Brenda Lee     | Rockin' Around the Christmas Tree           | 1960             | [ 48 ] |
| 60                  | Bobby Helms    | Jingle Bell Rock                            | 1958             | [ 49 ] |
| 48                  | Nat King Cole  | The Christmas Song (Merry Christmas to You) | 1960             | [ 50 ] |
| 44                  | Wham!          | Last Christmas                              | 2017             | [ 51 ] |
| 44                  | Andy Williams  | It's the Most Wonderful Time of the Year    | 2017             | [ 52 ] |
| 44                  | Burl Ives      | A Holly Jolly Christmas                     | 2017             | [ 53 ] |
| 38                  | Bing Crosby    | White Christmas                             | 1958             | [ 54 ] |
| 36                  | José Feliciano | Feliz Navidad                               | 2017             | [ 55 ] |
| 35                  | Dean Martin    | Let It Snow! Let It Snow! Let It Snow!      | 2018             | [ 56 ] |

### Più grande salto alla numero uno
| Avanzamento in classifica | Artista/i                 | Canzone                                 | Data              | Fonte  |
| ------------------------- | ------------------------- | --------------------------------------- | ----------------- | ------ |
| 97–1                      | Kelly Clarkson            | My Life Would Suck Without You          | 7 febbraio 2009   | [ 57 ] |
| 96–1                      | Britney Spears            | Womanizer                               | 25 ottobre 2008   | [ 58 ] |
| 80–1                      | T.I. feat. Rihanna        | Live Your Life                          | 18 ottobre 2008   | [ 59 ] |
| 78–1                      | Eminem, Dr. Dre & 50 Cent | Crack a Bottle                          | 21 febbraio 2009  | [ 60 ] |
| 77–1                      | Taylor Swift              | Look What You Made Me Do                | 16 settembre 2017 | [ 61 ] |
| 72–1                      | Taylor Swift              | We Are Never Ever Getting Back Together | 1 settembre 2012  | [ 62 ] |
| 71–1                      | T.I.                      | Whatever You Like                       | 6 settembre 2008  | [ 63 ] |
| 68–1                      | Adele                     | Easy on Me                              | 30 ottobre 2021   | [ 64 ] |
| 64–1                      | Maroon 5                  | Makes Me Wonder                         | 12 maggio 2007    | [ 65 ] |
| 60–1                      | Rihanna feat. Drake       | What's My Name?                         | 20 novembre 2010  | [ 66 ] |

I cambiamenti nelle metodologie utilizzate da Billboard per calcolare le posizioni in classifica dei singoli, così come il calcolo dei download totali e lo streaming, hanno reso più comune lo spostamento di molte posizioni in classifica. Dal 1955 al 2001, solamente due singoli sono saliti direttamente alla numero 1 dalla Top 30: Can't Buy Me Love dei The Beatles, che è passata dalla posizione 27 alla uno nell'aprile del 1964 e The Boy Is Mine di Brandy e Monica, che è passata dalla 23 alla 1 nel giugno 1998.

### Più grande avanzamento in classifica
| N. di posizioni | Avanzamento in classifica | Artista/i                                                 | Canzone                        | Data             | Fonte  |
| --------------- | ------------------------- | --------------------------------------------------------- | ------------------------------ | ---------------- | ------ |
| 98              | 100–2                     | Taylor Swift feat. Brendon Urie                           | Me!                            | 11 maggio 2019   | [ 67 ] |
| 96              | 97–1                      | Kelly Clarkson                                            | My Life Would Suck Without You | 7 febbraio 2009  | [ 68 ] |
| 95              | 96–1                      | Britney Spears                                            | Womanizer                      | 25 ottobre 2008  | [ 69 ] |
| 92              | 94–2                      | Billie Eilish                                             | Therefore I Am                 | 28 novembre 2020 | [ 70 ] |
| 91              | 94–3                      | Beyoncé e Shakira                                         | Beautiful Liar                 | 7 aprile 2007    | [ 71 ] |
| 90              | 94–4                      | Maroon 5 feat. Cardi B                                    | Girls Like You                 | 16 giugno 2018   | [ 72 ] |
| 88              | 95–7                      | Akon con Eminem                                           | Smack That                     | 14 ottobre 2006  | [ 73 ] |
| 88              | 97–9                      | Drake feat. Nicki Minaj                                   | Make Me Proud                  | 5 novembre 2011  | [ 74 ] |
| 85              | 96–11                     | Carrie Underwood                                          | Cowboy Casanova                | 10 ottobre 2009  | [ 75 ] |
| 85              | 100–15                    | A. R. Rahman & le Pussycat Dolls feat. Nicole Scherzinger | Jai Ho! (You Are My Destiny)   | 14 marzo 2009    | [ 76 ] |

In base alle precedenti metodologie utilizzate da Billboard, spostamenti di questa entità rappresentavano un'eccezione. Una fu Harper Valley PTA di Jeannie C. Riley, che avanzò di 74 posizioni nell'agosto 1968; Il record rimase imbattuto per 30 anni ma venne poi superato una dozzina di volte dal 2006. Attualmente, poiché vengono considerati sia i download sia gli streaming delle canzoni, gli avanzamenti così importanti nelle posizioni in classifica sono diventati molto comuni.

### Maggior numero di settimane prima di raggiungere la numero uno
| Settimane | Artista/i                  | Canzone                            | Data di debutto   | Data raggiungimento #1 | Fonte/i              |
| --------- | -------------------------- | ---------------------------------- | ----------------- | ---------------------- | -------------------- |
| 59        | Glass Animals              | Heat Waves†                        | 16 gennaio 2021   | 12 marzo 2022          | [ 78 ]               |
| 54        | Brenda Lee                 | Rockin' Around the Christmas Tree† | 12 dicembre 1960  | 9 dicembre 2023        | [ 79 ]               |
| 35        | Mariah Carey               | All I Want for Christmas Is You†   | 8 gennaio 2000    | 21 dicembre 2019       | [ 80 ] [ 81 ]        |
| 33        | Los del Río                | Macarena (Bayside Boys Mix)†       | 2 settembre 1995  | 3 agosto 1996          | [ 82 ] [ 83 ] [ 84 ] |
| 32        | Lose Control               | Teddy Swims                        | 26 agosto 2023    | 30 marzo 2024          | [ 85 ]               |
| 31        | Lonestar                   | Amazed†                            | 5 giugno 1999     | 4 marzo 2000           | [ 86 ] [ 87 ]        |
| 31        | The Weeknd e Ariana Grande | Die for You (Remix)†               | 17 dicembre 2016  | 11 marzo 2023          | [ 88 ]               |
| 30        | John Legend                | All of Me†                         | 21 settembre 2013 | 17 maggio 2014         | [ 89 ] [ 90 ] [ 91 ] |
| 27        | Creed                      | With Arms Wide Open                | 13 maggio 2000    | 11 novembre 2000       | [ 92 ] [ 93 ]        |
| 26        | Vertical Horizon           | Everything You Want                | 22 gennaio 2000   | 15 luglio 2000         | [ 94 ] [ 95 ]        |

† – Indica un numero di settimane non consecutive prima di aver raggiunto la #1
- Note: Ariana Grande è stata accreditata in Die for You solamente la settimana che ha raggiunto la prima posizione, grazie alla pubblicazione del remix.

### Più grande perdita di posizioni dalla #1
Questa lista non include le canzoni che sono uscite dalla Hot 100 direttamente dalla prima posizione; si prega di consultare la sezione "Canzoni natalizie" a seguire.
| Spostamento in classifica | Artista/i                            | Canzone                  | Data              | Fonte   |
| ------------------------- | ------------------------------------ | ------------------------ | ----------------- | ------- |
| 1–57                      | Travis Scott                         | 4x4                      | 15 febbraio 2025  | [ 96 ]  |
| 1–45                      | Jimin                                | Like Crazy               | 15 aprile 2023    | [ 97 ]  |
| 1–38                      | Taylor Swift                         | Willow                   | 2 gennaio 2021    | [ 98 ]  |
| 1–34                      | 6ix9ine e Nicki Minaj                | Trollz                   | 4 luglio 2020     | [ 99 ]  |
| 1–28                      | BTS                                  | Life Goes On             | 12 dicembre 2020  | [ 100 ] |
| 1–25                      | Travis Scott con Young Thug e M.I.A. | Franchise                | 17 ottobre 2020   | [ 101 ] |
| 1–21                      | Jason Aldean                         | Try That in a Small Town | 12 agosto 2023    | [ 102 ] |
| 1–17                      | The Weeknd                           | Heartless                | 21 dicembre 2019  | [ 103 ] |
| 1–17                      | BTS                                  | Butter                   | 18 settembre 2021 |         |
| 1–16                      | Hozier                               | Too Sweet                | 4 maggio 2024     | [ 104 ] |

### Più grande perdita di posizioni
| N. di posizioni | Movimento in classifica | Artista/i                               | Canzoni            | Data            | Fonte   |
| --------------- | ----------------------- | --------------------------------------- | ------------------ | --------------- | ------- |
| 81              | 16–97                   | Kendrick Lamar & Taylour Paige          | We Cry Together    | 4 giugno 2022   | [ 105 ] |
| 81              | 13–94                   | Drake                                   | Texts Go Green     | 9 luglio 2022   | [ 106 ] |
| 80              | 19–99                   | ASAP Ferg feat. Nicki Minaj & MadeinTYO | Move Ya Hips       | 22 agosto 2020  | [ 107 ] |
| 79              | 17–96                   | Javier Colon                            | Stitch by Stitch   | 23 luglio 2011  | [ 108 ] |
| 78              | 21–99                   | Jordan Smith                            | Somebody to Love   | 2 gennaio 2016  | [ 109 ] |
| 77              | 20–97                   | J. Cole                                 | Punchin' the Clock | June 5, 2021    | [ 110 ] |
| 77              | 16–93                   | 5 Seconds of Summer                     | Amnesia            | 26 luglio 2014  | [ 111 ] |
| 75              | 17–92                   | Justin Bieber                           | Die in Your Arms   | 23 giugno 2012  | [ 112 ] |
| 74              | 25–99                   | J. Cole                                 | The Climb Back     | June 5, 2021    | [ 110 ] |
| 74              | 17–91                   | Lil Wayne                               | Can't Be Broken    | 20 ottobre 2018 | [ 113 ] |

Fonte:

### Più grande uscita dalla Hot 100

#### Canzoni non natalizie
Di seguito sono elencate le più grandi uscite dalla Hot 100 per canzoni non natalizie, per le quali è prevista una sezione apposita.
| Posizione di uscita | Artista/i                 | Canzone                       | Data             | Fonti           |
| ------------------- | ------------------------- | ----------------------------- | ---------------- | --------------- |
| 4–fuori             | Prince e i The Revolution | Purple Rain††                 | 21 maggio 2016   |                 |
| 6-fuori             | J. Cole                   | 7 Minute Drill                | 27 aprile 2024   | [ 115 ]         |
| 8–fuori             | Prince                    | When Doves Cry††              | 21 maggio 2016   |                 |
| 9–fuori             | Soko                      | We Might Be Dead by Tomorrow  | 5 aprile 2014    | [ 116 ]         |
| 10-fuori            | Rema & Selena Gomez       | Calm Down                     | 21 ottobre 2023  | [ 117 ]         |
| 11–fuori            | Jonas Brothers            | A Little Bit Longer           | 30 agosto 2008   | [ 116 ] [ 118 ] |
| 11–fuori            | Taylor Swift              | Mean                          | 13 novembre 2010 | [ 119 ]         |
| 11–fuori            | One Direction             | Diana                         | 14 dicembre 2013 | [ 120 ]         |
| 11–fuori            | Taylor Swift              | Love Story (Taylor's Version) | 6 marzo 2021     | [ 121 ]         |
| 12–fuori            | Taylor Swift              | You Belong with Me            | 29 novembre 2008 | [ 122 ]         |
| 12–fuori            | Lady Gaga                 | Hair                          | 11 giugno 2011   | [ 123 ]         |
| 12–fuori            | One Direction             | Midnight Memories             | 14 dicembre 2013 | [ 120 ]         |

†† – Purple Rain e When Doves Cry sono rientrate nella Hot 100 per due settimane nel 2016, a seguito della morte dell'artista, e i risultati di cui sopra riguardano esclusivamente il 2016. Quando le canzoni originali entrarono nelle classifiche nel 1984, prima di lasciare definitivamente la Hot 100 si trovavano ben al di sotto della top 10.
Prima del 2008, la più grande uscita dalla Hot 100 era detenuta Nights in White Satin di The Moody Blues, che si trovava alla posizione 17 nel dicembre 1972 prima di abbandonare la classifica. Lo stesso risultato venne poi ripetuto nel gennaio 1975 da Junior's Farm di Paul McCartney & Wings. Il record è stato mantenuto per oltre tre decadi.  Ogni canzone nella lista precedente è uscita dalla Hot 100 dopo al massimo quattro settimane; Nights in White Satin e Junior's Farm, invece, hanno abbandonato la classifica rispettivamente dopo 18 e 12 settimane.
Fonte:

#### Canzoni natalizie
A partire dagli anni del 2010, le canzoni natalizie hanno fatto il loro ingresso nella Hot 100 nel periodo compreso tra novembre e gennaio. Solo recentemente queste canzoni sono riuscite a stabilizzarsi all'interno della top 10, raggiungendo anche la prima posizione - fenomeno che non si presentava dal 1958 -. Poiché le canzoni natalizie sono considerate ammissibili nella classifica solo nel periodo compreso tra fine novembre e le prime due settimane di gennaio, questo ha permesso di stabilire un nuovo record per la canzone con la più grande uscita dalla Hot 100, rappresentata da All I Want for Christmas Is You di Mariah Carey, che ha abbandonato la classifica direttamente dalla prima posizione nel 2020, 2022 e 2023, e Rockin' Around the Christmas Tree di Brenda Lee che ci è riuscita nel 2024.
| Posizione di uscita | Artista/i      | Canzone                                     | Data            | Fonte           |
| ------------------- | -------------- | ------------------------------------------- | --------------- | --------------- |
| 1–fuori             | Mariah Carey   | All I Want for Christmas Is You             | 14 gennaio 2023 | [ 125 ]         |
| 1–fuori             | Brenda Lee     | Rockin' Around the Christmas Tree           | 13 gennaio 2024 | [ 126 ] [ 127 ] |
| 3–fuori             | Bobby Helms    | Jingle Bell Rock                            | 13 gennaio 2024 | [ 126 ] [ 128 ] |
| 4–fuori             | Burl Ives      | A Holly Jolly Christmas                     | 11 gennaio 2020 | [ 129 ]         |
| 4–fuori             | Wham!          | Last Christmas                              | 13 gennaio 2024 | [ 126 ] [ 128 ] |
| 6–fuori             | Andy Williams  | It's the Most Wonderful Time of the Year    | 13 gennaio 2024 | [ 126 ] [ 128 ] |
| 7–fuori             | José Feliciano | Feliz Navidad                               | 14 gennaio 2023 | [ 130 ] [ 131 ] |
| 7–fuori             | Dean Martin    | Let It Snow! Let It Snow! Let It Snow!      | 13 gennaio 2024 | [ 126 ] [ 128 ] |
| 9–fuori             | Nat King Cole  | The Christmas Song (Merry Christmas To You) | 14 gennaio 2023 | [ 130 ] [ 131 ] |
| 10–fuori            | The Ronettes   | Sleigh Ride                                 | 13 gennaio 2024 | [ 126 ] [ 128 ] |

Note:
1. ↑  La canzone ha abbandonato la Hot 100 direttamente dalla prima posizione anche nel gennaio 2020 e gennaio 2022.

### Debutti alla numero uno

#### 1995-1999
| 1995-1999 | 1995-1999                            | 1995-1999                                                          | 1995-1999         | 1995-1999    |
| --------- | ------------------------------------ | ------------------------------------------------------------------ | ----------------- | ------------ |
| N.        | Artista/i                            | Canzone                                                            | Data              | Settimane #1 |
| #1        | Michael Jackson                      | You Are Not Alone                                                  | 2 settembre 1995  | 1            |
| #2        | Mariah Carey                         | Fantasy                                                            | 30 settembre 1995 | 8            |
| #3        | Whitney Houston                      | Exhale (Shoop Shoop)                                               | 25 novembre 1995  | 1            |
| #3        | Mariah Carey & i Boyz II Men         | One Sweet Day                                                      | 2 dicembre 1995   | 16           |
| #4        | Puff Daddy & Faith Evans feat. i 112 | I'll Be Missing You                                                | 14 giugno 1997    | 11           |
| #5        | Mariah Carey                         | Honey                                                              | 13 settembre 1997 | 3            |
| #6        | Elton John                           | Candle in the Wind 1997 / Something About the Way You Look Tonight | 11 ottobre 1997   | 14           |
| #7        | Céline Dion                          | My Heart Will Go On                                                | 28 febbraio 1998  | 2            |
| #8        | Aerosmith                            | I Don't Want to Miss a Thing                                       | 5 settembre 1998  | 4            |
| #9        | Lauryn Hill                          | Doo Wop (That Thing)                                               | 14 novembre 1998  | 2            |
| #10       | R. Kelly & Céline Dion               | I'm Your Angel                                                     | 5 dicembre 1998   | 6            |

#### 2000-2009
| 2000-2009 | 2000-2009        | 2000-2009           | 2000-2009       | 2000-2009    |
| --------- | ---------------- | ------------------- | --------------- | ------------ |
| N.        | Artista/i        | Canzone             | Data            | Settimane #1 |
| #11       | Clay Aiken       | This Is the Night   | 28 giugno 2003  | 2            |
| #12       | Fantasia         | I Believe           | 10 luglio 2004  | 1            |
| #13       | Carrie Underwood | Inside Your Heaven  | 2 luglio 2005   | 1            |
| #14       | Taylor Hicks     | Do I Make You Proud | 1 luglio 2006   | 1            |
| #15       | Britney Spears   | 3                   | 24 ottobre 2009 | 1            |

#### 2010-2019
| 2010-2019 | 2010-2019                                                           | 2010-2019              | 2010-2019         | 2010-2019    |
| --------- | ------------------------------------------------------------------- | ---------------------- | ----------------- | ------------ |
| N.        | Artista/i                                                           | Canzone                | Data              | Settimane #1 |
| #16       | Eminem                                                              | Not Afraid             | 22 maggio 2010    | 1            |
| #17       | Kesha                                                               | We R Who We R          | 13 novembre 2010  | 1            |
| #18       | Britney Spears                                                      | Hold It Against Me     | 29 gennaio 2011   | 1            |
| #19       | Lady Gaga                                                           | Born This Way          | 26 febbraio 2011  | 6            |
| #20       | Katy Perry                                                          | Part Of Me             | 3 marzo 2012      | 1            |
| #21       | Baauer                                                              | Harlem Shake           | 2 marzo 2013      | 5            |
| #22       | Taylor Swift                                                        | Shake It Off           | 6 settembre 2014  | 4            |
| #23       | Justin Bieber                                                       | What Do You Mean?      | 12 settembre 2015 | 1            |
| #24       | Adele                                                               | Hello                  | 22 ottobre 2015   | 10           |
| #25       | Zayn                                                                | Pillowtalk             | 20 febbraio 2016  | 1            |
| #26       | Justin Timberlake                                                   | Can't Stop the Feeling | 19 maggio 2016    | 1            |
| #27       | Ed Sheeran                                                          | Shape of You           | 28 gennaio 2017   | 12           |
| #28       | DJ Khaled feat. Justin Bieber, Quavo, Chance the Rapper & Lil Wayne | I'm the One            | 20 maggio 2017    | 1            |
| #29       | Drake                                                               | God's Plan             | 3 febbraio 2018   | 11           |
| #30       | Drake                                                               | Nice For What          | 21 aprile 2018    | 8            |
| #31       | Childish Gambino                                                    | This Is America        | 19 maggio 2018    | 2            |
| #32       | Ariana Grande                                                       | Thank U, Next          | 17 novembre 2018  | 7            |
| #33       | Ariana Grande                                                       | 7 Rings                | 2 febbraio 2019   | 8            |
| #34       | Jonas Brothers                                                      | Sucker                 | 16 marzo 2019     | 1            |
| #35       | Travis Scott                                                        | Highest in the Room    | 19 ottobre 2019   | 1            |

#### 2020-2029
| 2020-2029 | 2020-2029                                  | 2020-2029                                | 2020-2029         | 2020-2029    |
| --------- | ------------------------------------------ | ---------------------------------------- | ----------------- | ------------ |
| N.        | Artista/i                                  | Canzone                                  | Data              | Settimane #1 |
| #36       | Drake                                      | Toosie Slide                             | 18 aprile 2020    | 1            |
| #37       | The Scotts (Travis Scott & Kid Cudi)       | The Scotts                               | 9 maggio 2020     | 1            |
| #38       | Ariana Grande & Justin Bieber              | Stuck with U                             | 23 maggio 2020    | 1            |
| #39       | Lady Gaga & Ariana Grande                  | Rain on Me                               | 6 giugno 2020     | 1            |
| #40       | 6ix9ine & Nicki Minaj                      | Trollz                                   | 27 giugno 2020    | 1            |
| #41       | Taylor Swift                               | Cardigan                                 | 8 agosto 2020     | 1            |
| #42       | Cardi B feat. Megan Thee Stallion          | WAP                                      | 22 agosto 2020    | 4            |
| #43       | BTS                                        | Dynamite                                 | 5 settembre 2020  | 3            |
| #44       | Travis Scott feat. Young Thug e M.I.A.     | Franchise                                | 10 ottobre 2020   | 1            |
| #45       | Ariana Grande                              | positions                                | 7 novembre 2020   | 1            |
| #46       | BTS                                        | Life Goes On                             | 5 dicembre 2020   | 1            |
| #47       | Taylor Swift                               | Willow                                   | 26 dicembre 2020  | 1            |
| #48       | Olivia Rodrigo                             | Drivers License                          | 23 gennaio 2021   | 8            |
| #49       | Drake                                      | What's Next                              | 20 marzo 2021     | 1            |
| #50       | Justin Bieber feat. Daniel Caesar e Giveon | Peaches                                  | 3 aprile 2021     | 1            |
| #51       | Lil Nas X                                  | Montero (Call Me by Your Name)           | 10 aprile 2021    | 1            |
| #52       | Polo G                                     | Rapstar                                  | 24 aprile 2021    | 2            |
| #53       | Olivia Rodrigo                             | Good 4 U                                 | 29 maggio 2021    | 1            |
| #54       | BTS                                        | Butter                                   | 5 giugno 2021     | 10           |
| #55       | BTS                                        | Permission to Dance                      | 24 luglio 2021    | 1            |
| #56       | Drake feat. Future & Young Thug            | Way 2 Sexy                               | 18 settembre 2021 | 1            |
| #57       | Coldplay & BTS                             | My Universe                              | 9 ottobre 2021    | 1            |
| #58       | Taylor Swift                               | All Too Well (Taylor's Version)          | 27 novembre 2021  | 1            |
| #59       | Harry Styles                               | As It Was                                | 16 aprile 2022    | 15           |
| #60       | Jack Harlow                                | First Class                              | 23 aprile 2022    | 3            |
| #61       | Future feat. Drake & Tems                  | Wait for U                               | 14 maggio 2022    | 1            |
| #62       | Drake feat. 21 Savage                      | Jimmy Cooks                              | 2 luglio 2022     | 1            |
| #63       | Nicki Minaj                                | Super Freaky Girl                        | 27 agosto 2022    | 1            |
| #64       | Taylor Swift                               | Anti-Hero                                | 5 novembre 2022   | 8            |
| #65       | Miley Cyrus                                | Flowers                                  | 28 gennaio 2023   | 8            |
| #66       | Jimin                                      | Like Crazy                               | 8 aprile 2023     | 1            |
| #67       | Olivia Rodrigo                             | Vampire                                  | 15 luglio 2023    | 2            |
| #68       | Jung Kook feat. Latto                      | Seven                                    | 29 luglio 2023    | 1            |
| #69       | Oliver Anthony Music                       | Rich Men North of Richmond               | 26 agosto 2023    | 2            |
| #70       | Zach Bryan feat. Kacey Musgraves           | I Remember Everything                    | 9 settembre 2023  | 1            |
| #71       | Drake feat. SZA                            | Slime You Out                            | 30 settembre 2023 | 1            |
| #72       | Drake feat. J. Cole                        | First Person Shooter                     | 21 ottobre 2023   | 1            |
| #73       | Taylor Swift                               | Is It Over Now?                          | 11 novembre 2023  | 1            |
| #74       | Ariana Grande                              | Yes, And?                                | 27 gennaio 2024   | 1            |
| #75       | Megan Thee Stallion                        | Hiss                                     | 10 febbraio 2024  | 1            |
| #76       | Ariana Grande                              | We Can't Be Friends (Wait for Your Love) | 23 marzo 2024     | 1            |
| #77       | Future, Metro Boomin e Kendick Lamar       | Like That                                | 6 aprile 2024     | 3            |
| #78       | Taylor Swift feat. Post Malone             | Fortnight                                | 4 maggio 2024     | 2            |
| #79       | Kendrick Lamar                             | Not like Us                              | 18 maggio 2024    | 3            |
| #80       | Post Malone feat. Morgan Wallen            | I Had Some Help                          | 25 maggio 2024    | 6            |
| #81       | Morgan Wallen                              | Love Somebody                            | 2 novembre 2024   | 1            |
| #82       | Kendrick Lamar                             | Squabble Up                              | 7 dicembre 2024   | 1            |
| #83       | Travis Scott                               | 4x4                                      | 8 febbraio 2025   | 1            |
| #84       | Morgan Wallen feat. Tate McRae             | What I Want                              | 31 maggio 2025    | 1            |
| #85       | Sabrina Carpenter                          | Manchild                                 | 21 giugno 2025    | 1            |

Come si può notare, con il passare degli anni i debutti in prima posizione sono diventati molto più comuni rispetto al passato. Questo anche per via delle nuove regole di Billboard che ora considerano, oltre ai download, anche gli streaming delle canzoni ottenute sulle piattaforme online, rendendo quindi un debutto alla numero uno molto più semplice. Allo stesso modo, è anche più consueto rispetto a prima che una canzone debuttante direttamente in prima posizione rimanga in vetta al massimo per una settimana, perdendo molte posizioni quella successiva. Il 2020 è stato l'anno record per i debutti alla #1, con ben 12.
Fonte:

### Brani rimasti in classifica in ogni settimana di un dato anno solare
Diverse canzoni sono rimaste per più di 52 settimane in classifica della Hot 100, ma solamente quattro sono riuscite a rimanere in classifica in ogni singola settimana di un dato anno solare. La prima canzone a riuscirci è stata You Were Meant for Me della cantante americana Jewel, rimasta in classifica per ogni singola settimana del 1997.
| Anno | Brano                                 | Artista/i       | Settimane totali | Fonti           |
| ---- | ------------------------------------- | --------------- | ---------------- | --------------- |
| 1997 | You Were Meant for Me / Foolish Games | Jewel           | 65               | [ 133 ] [ 134 ] |
| 2013 | Radioactive                           | Imagine Dragons | 87               | [ 135 ] [ 136 ] |
| 2020 | Blinding Lights                       | The Weeknd      | 90               | [ 137 ] [ 138 ] |
| 2023 | Snooze                                | SZA             | 70               | [ 139 ] [ 140 ] |

### Numero uno di due diversi artisti
- Go Away Little Girl — Steve Lawrence (1963) e Donny Osmond (1971)
- The Loco-Motion — Little Eva (1962) e Grand Funk (1974)
- Please Mr. Postman — The Marvelettes (1961) e The Carpenters (1975)
- Venus — Shocking Blue (1970) e Bananarama (1986)
- Lean on Me — Bill Withers (1972) e Club Nouveau (1987)
- You Keep Me Hangin' On — The Supremes (1966) e Kim Wilde (1987)
- When a Man Loves a Woman — Percy Sledge (1966) e Michael Bolton (1991)
- I'll Be There — The Jackson 5 (1970) e Mariah Carey (1992)
- Lady Marmalade — Labelle (1975) e Christina Aguilera / Lil Kim / Mýa / Pink (2001)

### Numeri uno non in inglese
- Nel blu dipinto di blu (Volare) – Domenico Modugno (italiano – 18 agosto 1958, 5 settimane non consecutive)
- Sukiyaki – Kyū Sakamoto (giapponese – 15 giugno 1963 3 settimane)
- Dominique – The Singing Nun (francese – 7 dicembre 1963, 4 settimane)
- Rock Me Amadeus – Falco (inglese/tedesco – 29 marzo 1986, 3 settimane)
- La Bamba – Los Lobos (spagnolo – 29 agosto 1987, 3 settimane)
- Macarena (Bayside Boys Mix) – Los del Río (inglese/spagnolo – 3 agosto 1996, 14 settimane)
- Despacito – Luis Fonsi featuring Daddy Yankee e Justin Bieber (inglese/spagnolo – 27 maggio 2017, 16 settimane)
- Life Goes On – BTS (coreano/inglese – 30 novembre 2020, 1 settimana)
- Like Crazy – Jimin (coreano/inglese – 8 aprile 2023, 1 settimana)

## Primati degli artisti

### Maggior numero di canzoni numero uno
| N.1 | Artista         | Fonte   | N.1 di maggior successo †            | Fonte   |
| --- | --------------- | ------- | ------------------------------------ | ------- |
| 20  | The Beatles     | [ 104 ] | Hey Jude                             | [ 141 ] |
| 19  | Mariah Carey    | [ 104 ] | All I Want for Christmas Is You      | [ 142 ] |
| 18  | Elvis Presley ‡ | [ 143 ] | Dont' Be Cruel/Hound Dog             |         |
| 14  | Rihanna         | [ 104 ] | We Found Love                        | [ 141 ] |
| 13  | Drake           | [ 104 ] | God's Plan                           | [ 144 ] |
| 13  | Michael Jackson | [ 104 ] | Say Say Say (con Paul McCartney)     | [ 141 ] |
| 12  | The Supremes    | [ 104 ] | Love Child                           | [ 145 ] |
| 12  | Madonna         | [ 104 ] | Like a Virgin                        | [ 146 ] |
| 12  | Taylor Swift    | [ 104 ] | Shake It Off                         | [ 147 ] |
| 11  | Whitney Houston | [ 104 ] | I Will Always Love You               | [ 141 ] |
| 10  | Stevie Wonder   | [ 104 ] | Ebony and Ivory (con Paul McCartney) | [ 141 ] |
| 10  | Janet Jackson   | [ 104 ] | Miss You Much                        | [ 148 ] |

† – La numero uno di maggior successo inserita nella precedente lista riflette le prestazioni generali sulla Hot 100 , come da calcoli della Billboard, e non necessariamente indica la canzone con il maggior numero di settimane, per esempio Like a Virgin di Madonna (6 settimane contro le 7 di Take a Bow), All I Want for Christmas Is You di Mariah Carey (14 settimane contro le 16 ottenute da One Sweet Day), Miss You Much di Janet Jackson (4 settimane contro le 8 di That's the Way Love Goes) o Say Say Say di Michael Jackson (sei settimane in confronto alle sette ottenute sia da Billie Jean sia da Black or White).
‡ – Pre-Hot 100 e Hot 100.
- Billboard ora considera la doppia No. 1 Don't Be Cruel/Hound Dog, di Elvis Presley, come un unico singolo, accreditandogli 17 numero uno.[149]
- Se si contasse anche Sicko Mode di Travis Scott, per la quale Drake non è stato accreditato, allora il numero totale di sue numero uno salirebbe a 14.

#### Maggior numero di canzoni numero uno tra le artiste femminili
| N.1 | Artista         | Fonte   | N.1 di maggior successo †        | Fonte   |
| --- | --------------- | ------- | -------------------------------- | ------- |
| 19  | Mariah Carey    | [ 104 ] | All I Want for Christmas Is You  | [ 142 ] |
| 14  | Rihanna         | [ 104 ] | We Found Love                    | [ 141 ] |
| 12  | Madonna         | [ 104 ] | Like a Virgin                    | [ 146 ] |
| 12  | Taylor Swift    | [ 104 ] | Shake It Off                     | [ 147 ] |
| 11  | Whitney Houston | [ 104 ] | I Will Always Love You           | [ 141 ] |
| 10  | Janet Jackson   | [ 104 ] | Miss You Much                    | [ 148 ] |
| 9   | Beyoncé         | [ 150 ] | Irreplaceable                    | [ 151 ] |
| 9   | Katy Perry      | [ 152 ] | Dark Horse (feat. Juicy J)       | [ 151 ] |
| 9   | Ariana Grande   | [ 153 ] | 7 Rings                          | [ 154 ] |
| 6   | Diana Ross      | [ 155 ] | Endless Love (con Lionel Richie) | [ 151 ] |
| 6   | Paula Abdul     | [ 156 ] | Rush Rush                        | [ 151 ] |
| 6   | Lady Gaga       | [ 157 ] | Just Dance                       |         |

† – La numero uno di maggior successo inserita nella precedente lista riflette le prestazioni generali sulla Hot 100 , come da calcoli della Billboard, e non necessariamente indica la canzone con il maggior numero di settimane.

#### Maggior numero di canzoni numero uno tra gli artisti maschili
| N.1 | Artista          | Fonte   | N.1 di maggior successo †                                         | Fonte   |
| --- | ---------------- | ------- | ----------------------------------------------------------------- | ------- |
| 18  | Elvis Presley ‡  | [ 143 ] | Dont' Be Cruel/Hound Dog                                          |         |
| 13  | Drake            | [ 104 ] | God's Plan                                                        | [ 144 ] |
| 13  | Michael Jackson  | [ 104 ] | Say Say Say (con Paul McCartney)                                  | [ 141 ] |
| 10  | Stevie Wonder    | [ 104 ] | Ebony and Ivory (con Paul McCartney)                              | [ 141 ] |
| 9   | Paul McCartney†† | [ 158 ] | Say Say Say (con Michael Jackson)                                 | [ 151 ] |
| 9   | Elton John       | [ 158 ] | Candle in the Wind 1997/ Something About the Way You Look Tonight | [ 151 ] |
| 9   | Usher            | [ 158 ] | Yeah! (feat. Lil Jon e Ludacris)                                  | [ 151 ] |
| 9   | Bruno Mars†††    | [ 157 ] | Uptown Funk (con Mark Ronson)                                     | [ 151 ] |
| 8   | George Michael   | [ 158 ] | Faith                                                             | [ 151 ] |
| 8   | Justin Bieber    | [ 158 ] | Despacito (Luis Fonsi & Daddy Yankee feat. Justin Bieber)         | [ 151 ] |

† – La numero uno di maggior successo inserita nella precedente lista riflette le prestazioni generali sulla Hot 100 , come da calcoli della Billboard, e non necessariamente indica la canzone con il maggior numero di settimane.
†† - Billboard accredita a Paul McCartney un totale di nove numero uno, includendo quelle con i Wings.
††† - Billboard accredita a Bruno Mars un totale di otto numero uno, includendo quelle con i Silk Sonic.
‡ – Pre-Hot 100 e Hot 100

#### Maggior numero di canzoni numero uno tra i gruppi, le band o i duo
| N.1 | Artista                  | Fonte   | N.1 di maggior successo †              | Fonte   |
| --- | ------------------------ | ------- | -------------------------------------- | ------- |
| 20  | The Beatles              | [ 159 ] | Hey Jude                               | [ 141 ] |
| 12  | The Supremes             | [ 159 ] | Love Child                             | [ 145 ] |
| 9   | Bee Gees                 | [ 158 ] | How Deep Is Your Love                  | [ 151 ] |
| 8   | The Rolling Stones       | [ 158 ] | Honky Tonk Women                       | [ 151 ] |
| 6   | Hall & Oates             | [ 160 ] | Maneater                               | [ 151 ] |
| 6   | Wings                    | [ 161 ] | Silly Love Songs                       | [ 151 ] |
| 6   | BTS                      | [ 162 ] | Butter                                 | [ 163 ] |
| 5   | Boyz II Men              | [ 164 ] | I'll Make Love to You                  | [ 151 ] |
| 5   | Eagles                   | [ 165 ] | One of These Nights                    | [ 151 ] |
| 5   | The Four Seasons         | [ 166 ] | Sherry                                 | [ 151 ] |
| 5   | KC and the Sunshine Band | [ 167 ] | (Shake, Shake, Shake) Shake Your Booty | [ 151 ] |

† – La numero uno di maggior successo inserita nella precedente lista riflette le prestazioni generali sulla Hot 100 , come da calcoli della Billboard, e non necessariamente indica la canzone con il maggior numero di settimane.

### Maggior numero di settimane accumulate alla numero uno
| Settimane alla #1 | Artista         | Fonte           |
| ----------------- | --------------- | --------------- |
| 97                | Mariah Carey    | [ 168 ]         |
| 79                | Elvis Presley†  | [ 149 ]         |
| 60                | Rihanna         | [ 169 ]         |
| 59                | The Beatles     | [ 169 ]         |
| 56                | Drake           | [ 169 ]         |
| 50                | Boyz II Men     | [ 169 ]         |
| 47                | Usher           | [ 169 ]         |
| 46                | Beyoncé         | [ 170 ]         |
| 39                | Bruno Mars      | [ 157 ] [ 171 ] |
| 37                | Michael Jackson | [ 169 ]         |
| 36                | Taylor Swift    | [ 172 ]         |

† – Pre-Hot 100 e Hot 100. A Elvis Presley viene a volte accreditata una 80ª settimana derivante dal fatto che All Shook Up passò una nona settimana aggiuntiva ai vertici della classifica "Più riprodotti dai Jukebox". La Billboard, in seguito, ha rivisto la sua metodologia e accredita ufficialmente a Elvis Presley 79 settimane. La maggior parte delle numero uno di Presley si riferisce al periodo Pre-Hot 100. Se si contasse dall'inizio della Hot 100, nell'agosto 1958, Presley avrebbe solamente 22 settimane alla numero uno.

### Numero di singoli consecutivi al numero uno della classifica
| Numero di singoli | Artisti         | Primo singolo e data                                                  | ultimo singolo e data                         |
| ----------------- | --------------- | --------------------------------------------------------------------- | --------------------------------------------- |
| 7                 | Whitney Houston | Saving All My Love for You (26 ottobre 1985)                          | Where Do Broken Hearts Go (23 aprile 1988)    |
| 6                 | The Beatles     | I Feel Fine (26 dicembre 1964)                                        | We Can Work It Out (8 gennaio 1966)           |
| 6                 | Bee Gees        | How Deep Is Your Love (24 dicembre 1977)                              | Love You Inside Out (9 giugno 1979)           |
| 5                 | The Supremes    | Where Did Our Love Go (22 agosto 1964)                                | Back in My Arms Again (12 giugno 1965)        |
| 5                 | Michael Jackson | I Just Can't Stop Loving You (con Siedah Garrett) (19 settembre 1987) | Dirty Diana (2 giugno 1988)                   |
| 5                 | Mariah Carey    | Vision of Love (4 agosto 1990)                                        | Emotions (12 ottobre 1991)                    |
| 5                 | Mariah Carey    | Fantasy (30 settembre 1995)                                           | My All (23 maggio 1998)                       |
| 5                 | Katy Perry      | California Gurls (featuring Snoop Dogg) (19 giugno 2010)              | Last Friday Night (T.G.I.F.) (27 agosto 2011) |

Fonti:

### Maggior numero di settimane consecutive contemporaneamente alla uno sulla Hot 100 e sulla Billboard 200
| N. settimane | Artista               | Anno/i  | Singolo/i                                                  | Album                                        |
| ------------ | --------------------- | ------- | ---------------------------------------------------------- | -------------------------------------------- |
| 12           | The Beatles           | 1964    | I Want to Hold Your Hand, She Loves You, Can't Buy Me Love | Meet the Beatles!, The Beatles' Second Album |
| 12           | Whitney Houston       | 1992–93 | I Will Always Love You                                     | The Bodyguard: Original Soundtrack Album     |
| 8            | Bee Gees              | 1978    | Night Fever                                                | Saturday Night Fever                         |
| 7            | Michael Jackson       | 1983    | Billie Jean                                                | Thriller                                     |
| 7            | The Monkees           | 1966–67 | I'm a Believer                                             | The Monkees, More of the Monkees             |
| 7            | Drake                 | 2016    | One Dance (con Wizkid e Kyla)                              | Views                                        |
| 6            | The Police            | 1983    | Every Breath You Take                                      | Synchronicity                                |
| 6            | 50 Cent               | 2005    | Candy Shop                                                 | The Massacre                                 |
| 6            | Adele                 | 2015-16 | Hello                                                      | 25                                           |
| 5            | Simon & Garfunkel     | 1970    | Bridge Over Troubled Water                                 | Bridge over Troubled Water                   |
| 5            | Carole King           | 1971    | It's Too Late/I Feel the Earth Move                        | Tapestry                                     |
| 5            | John Lennon           | 1980-81 | (Just Like) Starting Over                                  | Double Fantasy                               |
| 5            | Janet Jackson         | 1993    | That's the Way Love Goes                                   | Janet.                                       |
| 5            | Usher                 | 2004    | Yeah!                                                      | Confessions                                  |
| 5            | Drake                 | 2018    | Nice for What, In My Feelings                              | Scorpion                                     |
| 5            | Cast del film Encanto | 2022    | We Don't Talk About Bruno                                  | Encanto (Original Motion Picture Soundtrack) |
| 5            | Morgan Wallen         | 2023    | Last Night                                                 | One Thing at a Time                          |

Fonti:

### Maggior numero di anni consecutivi con un singolo alla uno
| N. anni | Artista        | Prima #1 e settimana                       | Ultima #1 e settimana                        | Canzone bloccante                                      |
| ------- | -------------- | ------------------------------------------ | -------------------------------------------- | ------------------------------------------------------ |
| 11      | Mariah Carey   | Vision of Love (4 agosto 1990)             | Thank God I Found You (19 febbraio 2000)     | Loverboy (N. 2 – 4 agosto 2001)                        |
| 7       | Elvis Presley† | Heartbreak Hotel (17 marzo 1956)           | Good Luck Charm (28 aprile 1962)             | (You're The) Devil In Disguise (N. 3 – 10 agosto 1963) |
| 7       | The Beatles    | I Want to Hold Your Hand (1 febbraio 1964) | The Long and Winding Road (20 giugno 1970)   | N/A (nessuna canzone nel 1971)                         |
| 6       | The Supremes   | Where Did Our Love Go (22 agosto 1964)     | Someday We'll Be Together (27 dicembre 1969) | Stoned Love (N. 7 – 19 dicembre 1970)                  |
| 6       | Lionel Richie  | Endless Love (15 agosto 1981)              | Say You, Say Me (11 gennaio 1986)            | Ballerina Girl (N. 7 – 21 febbraio 1987)               |

† – Pre-Hot 100 e Hot 100.
Fonte:

### Maggior numero di numero uno in un anno solare
| N. di singoli | Artista        | Anno | Singoli                                     |
| ------------- | -------------- | ---- | ------------------------------------------- |
| 6             | The Beatles    | 1964 | I Want to Hold Your Hand                    |
| 6             | The Beatles    | 1964 | She Loves You                               |
| 6             | The Beatles    | 1964 | Can't Buy Me Love                           |
| 6             | The Beatles    | 1964 | Love Me Do                                  |
| 6             | The Beatles    | 1964 | A Hard Day's Night                          |
| 6             | The Beatles    | 1964 | I Feel Fine                                 |
| 5             | The Beatles    | 1965 | I Feel Fine                                 |
| 5             | The Beatles    | 1965 | Eight Days a Week                           |
| 5             | The Beatles    | 1965 | Ticket to Ride                              |
| 5             | The Beatles    | 1965 | Help!                                       |
| 5             | The Beatles    | 1965 | Yesterday                                   |
| 4             | Elvis Presley† | 1956 | Heartbreak Hotel                            |
| 4             | Elvis Presley† | 1956 | I Want You, I Need You, I Love You          |
| 4             | Elvis Presley† | 1956 | Hound Dog / Don't Be Cruel                  |
| 4             | Elvis Presley† | 1956 | Love Me Tender                              |
| 4             | Elvis Presley† | 1957 | Too Much                                    |
| 4             | Elvis Presley† | 1957 | All Shook Up                                |
| 4             | Elvis Presley† | 1957 | (Let Me Be Your) Teddy Bear                 |
| 4             | Elvis Presley† | 1957 | Jailhouse Rock                              |
| 4             | The Supremes   | 1965 | Come See About Me                           |
| 4             | The Supremes   | 1965 | Stop! In the Name of Love                   |
| 4             | The Supremes   | 1965 | Back in My Arms Again                       |
| 4             | The Supremes   | 1965 | I Hear a Symphony                           |
| 4             | Jackson 5      | 1970 | I Want You Back                             |
| 4             | Jackson 5      | 1970 | ABC                                         |
| 4             | Jackson 5      | 1970 | The Love You Save                           |
| 4             | Jackson 5      | 1970 | I'll Be There                               |
| 4             | George Michael | 1988 | Faith                                       |
| 4             | George Michael | 1988 | Father Figure                               |
| 4             | George Michael | 1988 | One More Try                                |
| 4             | George Michael | 1988 | Monkey                                      |
| 4             | Usher          | 2004 | Yeah! (con Lil Jon e Ludacris)              |
| 4             | Usher          | 2004 | Burn                                        |
| 4             | Usher          | 2004 | Confessions Part II                         |
| 4             | Usher          | 2004 | My Boo (duetto con Alicia Keys)             |
| 4             | Rihanna        | 2010 | Rude Boy                                    |
| 4             | Rihanna        | 2010 | Love the Way You Lie (Eminem feat. Rihanna) |
| 4             | Rihanna        | 2010 | What's My Name? (feat. Drake)               |
| 4             | Rihanna        | 2010 | Only Girl (in the World)                    |

† – Pre-Hot 100.

Note: Se si conta "Don't Be Cruel/Hound Dog" come due singoli separati, allora Evlis nel 1956 avrebbe ottenuto 5 numero uno.
Fonte:

### Maggior numero di singoli alla seconda posizione
| N. di singoli | Artista                      | Singoli                                              | Data               |
| ------------- | ---------------------------- | ---------------------------------------------------- | ------------------ |
| 10            | Drake                        | Best I Ever Had                                      | 25 luglio 2009     |
| 10            | Drake                        | Hotline Bling                                        | 24 ottobre 2015    |
| 10            | Drake                        | Nonstop                                              | 14 luglio 2018     |
| 10            | Drake                        | Life is Good                                         | 25 gennaio 2020    |
| 10            | Drake                        | Laugh Now Cry Later                                  | 29 agosto 2020     |
| 10            | Drake                        | Wants and Needs                                      | 20 marzo 2021      |
| 10            | Drake                        | Girls Want Girls                                     | 18 settembre 2021  |
| 10            | Drake                        | Rich Flex                                            | 19 novembre 2022   |
| 10            | Drake                        | Search & Rescue                                      | 22 aprile 2023     |
| 10            | Drake                        | IDGAF                                                | 21 ottobre 2023    |
| 10            | Taylor Swift                 | You Belong with Me                                   | 22 agosto 2009     |
| 10            | Taylor Swift                 | Today Was a Fairytale                                | 6 febbraio 2010    |
| 10            | Taylor Swift                 | I Knew You Were Trouble                              | 12 gennaio 2013    |
| 10            | Taylor Swift                 | I Don't Wanna Live Forever                           | 4 marzo 2017       |
| 10            | Taylor Swift                 | Me!                                                  | 11 maggio 2019     |
| 10            | Taylor Swift                 | You Need to Calm Down                                | 29 giugno 2019     |
| 10            | Taylor Swift                 | Lavender Haze                                        | 5 novembre 2022    |
| 10            | Taylor Swift                 | Karma                                                | 10 giugno 2023     |
| 10            | Taylor Swift                 | Now That We Don't Talk                               | 11 novembre 2023   |
| 10            | Taylor Swift                 | Down Bad                                             | 4 maggio 2024      |
| 6             | Madonna                      | Material Girl                                        | 23 marzo 1985      |
| 6             | Madonna                      | Causing a Commotion                                  | 24 ottobre 1987    |
| 6             | Madonna                      | Express Yourself                                     | 15 luglio 1989     |
| 6             | Madonna                      | Cherish                                              | 7 ottobre 1989     |
| 6             | Madonna                      | I'll Remember                                        | 28 maggio 1994     |
| 6             | Madonna                      | Frozen                                               | 4 aprile 1998      |
| 5             | Creedence Clearwater Revival | Proud Mary                                           | 8 marzo 1969       |
| 5             | Creedence Clearwater Revival | Bad Moon Rising                                      | 28 giugno 1969     |
| 5             | Creedence Clearwater Revival | Green River                                          | 27 settembre 1969  |
| 5             | Creedence Clearwater Revival | Travelin' Band/Who'll Stop the Rain                  | 7 marzo 1970       |
| 5             | Creedence Clearwater Revival | Lookin' Out My Back Door/Long as I Can See the Light | 3 ottobre 1970     |
| 5             | Elvis Presley                | Wear My Ring Around Your Neck                        | 1958 (Pre-Hot 100) |
| 5             | Elvis Presley                | (Now and Then There's) A Fool Such as I              | 27 aprile 1959     |
| 5             | Elvis Presley                | Can't Help Falling in Love                           | 3 febbraio 1962    |
| 5             | Elvis Presley                | Return to Sender                                     | 17 novembre 1962   |
| 5             | Elvis Presley                | Burning Love                                         | 28 ottobre 1972    |
| 5             | The Carpenters               | We've Only Just Begun                                | 31 ottobre 1970    |
| 5             | The Carpenters               | Rainy Days and Mondays                               | 19 giugno 1971     |
| 5             | The Carpenters               | Superstar                                            | 16 ottobre 1971    |
| 5             | The Carpenters               | Hurting Each Other                                   | 26 febbraio 1972   |
| 5             | The Carpenters               | Yesterday Once More                                  | 28 luglio 1973     |

### Maggior numero di settimane consecutive nella top ten
| N. settimane | Artista          | Anni    | Singoli                                     |
| ------------ | ---------------- | ------- | ------------------------------------------- |
| 69           | Katy Perry       | 2010–11 | California Gurls (feat. Snoop Dogg)         |
| 69           | Katy Perry       | 2010–11 | Teenage Dream                               |
| 69           | Katy Perry       | 2010–11 | Firework                                    |
| 69           | Katy Perry       | 2010–11 | E.T. (feat. Kanye West)                     |
| 69           | Katy Perry       | 2010–11 | Last Friday Night (T.G.I.F.)                |
| 61           | The Chainsmokers | 2016–17 | Don't Let Me Down (con Daya)                |
| 61           | The Chainsmokers | 2016–17 | Closer (con Halsey)                         |
| 61           | The Chainsmokers | 2016–17 | Paris                                       |
| 61           | The Chainsmokers | 2016–17 | Something Just like This (con i Coldplay)   |
| 59           | Justin Bieber    | 2021–22 | Peaches (con Daniel Caesar e Giveon)        |
| 59           | Justin Bieber    | 2021–22 | Stay (insieme a The Kid Laroi)              |
| 59           | Justin Bieber    | 2021–22 | Essence (Wizkid feat. Tems e Justin Bieber) |
| 59           | Justin Bieber    | 2021–22 | Ghost                                       |
| 51           | Drake            | 2015–16 | Hotline Bling                               |
| 51           | Drake            | 2015–16 | Work (Rihanna feat. Drake)                  |
| 51           | Drake            | 2015–16 | Summer Sixteen                              |
| 51           | Drake            | 2015–16 | One Dance (feat. Wizkid e Kyla)             |
| 48           | Ace of Base      | 1993–94 | All That She Wants                          |
| 48           | Ace of Base      | 1993–94 | The Sign                                    |
| 48           | Ace of Base      | 1993–94 | Don't Turn Around                           |

Fonte:

### Maggior numero di debutti alla #1
Per un approfondimento su tutti i debutti direttamente alla prima posizione della Billboard Hot 100, si consulti l'apposita sezione sopra.
| N. #1 | Artista        | Canzoni                                                                           | Data              | Settimane #1 | Fonte/i |
| ----- | -------------- | --------------------------------------------------------------------------------- | ----------------- | ------------ | ------- |
| 9     | Drake          | God's Plan                                                                        | 3 febbraio 2018   | 11           | [ 132 ] |
| 9     | Drake          | Nice for What                                                                     | 21 aprile 2018    | 8            | [ 132 ] |
| 9     | Drake          | Toosie Slide                                                                      | 18 aprile 2020    | 1            | [ 132 ] |
| 9     | Drake          | What's Next                                                                       | 20 marzo 2021     | 1            | [ 132 ] |
| 9     | Drake          | Way 2 Sexy (feat. Future & Young Thug)                                            | 18 settembre 2021 | 1            | [ 132 ] |
| 9     | Drake          | Wait for U (Future feat. Drake & Tems)                                            | 14 maggio 2022    | 1            | [ 132 ] |
| 9     | Drake          | Jimmy Cooks (feat. 21 Savage)                                                     | 2 luglio 2022     | 1            | [ 132 ] |
| 9     | Drake          | Slime You Out (feat. SZA)                                                         | 30 settembre 2023 | 1            | [ 132 ] |
| 9     | Drake          | First Person Shooter (feat. J. Cole)                                              | 21 ottobre 2023   | 1            | [ 132 ] |
| 7     | Ariana Grande  | Thank U, Next                                                                     | 17 novembre 2018  | 7            | [ 132 ] |
| 7     | Ariana Grande  | 7 Rings                                                                           | 2 febbraio 2019   | 8            | [ 132 ] |
| 7     | Ariana Grande  | Stuck with U (con Justin Bieber)                                                  | 23 maggio 2020    | 1            | [ 132 ] |
| 7     | Ariana Grande  | Rain on Me (con Lady Gaga)                                                        | 6 giugno 2020     | 1            | [ 132 ] |
| 7     | Ariana Grande  | positions                                                                         | 7 novembre 2020   | 1            | [ 132 ] |
| 7     | Ariana Grande  | Yes, And?                                                                         | 27 gennaio 2024   | 1            | [ 132 ] |
| 7     | Ariana Grande  | We Can't Be Friends (Wait for Your Love)                                          | 23 marzo 2024     | 1            | [ 132 ] |
| 7     | Taylor Swift   | Shake It Off                                                                      | 6 settembre 2014  | 4            | [ 132 ] |
| 7     | Taylor Swift   | Cardigan                                                                          | 8 agosto 2020     | 1            | [ 132 ] |
| 7     | Taylor Swift   | Willow                                                                            | 26 dicembre 2020  | 1            | [ 132 ] |
| 7     | Taylor Swift   | All Too Well (Taylor's Version)                                                   | 27 novembre 2021  | 1            | [ 132 ] |
| 7     | Taylor Swift   | Anti-Hero                                                                         | 5 novembre 2022   | 8            | [ 132 ] |
| 7     | Taylor Swift   | Is It Over Now?                                                                   | 11 novembre 2023  | 1            | [ 132 ] |
| 7     | Taylor Swift   | Fortnight                                                                         | 4 maggio 2024     | 2            | [ 132 ] |
| 5     | BTS            | Dynamite                                                                          | 5 settembre 2020  | 3            | [ 132 ] |
| 5     | BTS            | Life Goes On                                                                      | 5 dicembre 2020   | 1            | [ 132 ] |
| 5     | BTS            | Butter                                                                            | 5 giugno 2021     | 10           | [ 132 ] |
| 5     | BTS            | Permission to Dance                                                               | 24 luglio 2021    | 1            | [ 132 ] |
| 5     | BTS            | My Universe (con i Coldplay)                                                      | 9 ottobre 2021    | 1            | [ 132 ] |
| 4     | Justin Bieber  | What Do You Mean?                                                                 | 19 settembre 2015 | 1            | [ 132 ] |
| 4     | Justin Bieber  | I'm the One (DJ Khaled feat. Justin Bieber, Quavo, Chance the Rapper & Lil Wayne) | 20 maggio 2017    | 1            | [ 132 ] |
| 4     | Justin Bieber  | Stuck With U (con Ariana Grande)                                                  | 23 maggio 2020    | 1            | [ 132 ] |
| 4     | Justin Bieber  | Peaches (feat. Daniel Caesar & Giveon)                                            | 3 aprile 2021     | 1            | [ 132 ] |
| 4     | Travis Scott   | Highest in the Room                                                               | 19 ottobre 2019   | 1            | [ 132 ] |
| 4     | Travis Scott   | The Scotts (Travis Scott & Kid Cudi)                                              | 9 maggio 2020     | 1            | [ 132 ] |
| 4     | Travis Scott   | Franchise (feat. Young Thug & M.I.A.)                                             | 10 ottobre 2020   | 1            | [ 132 ] |
| 4     | Travis Scott   | 4x4                                                                               | 8 febbraio 2025   | 1            | [ 132 ] |
| 3     | Mariah Carey   | Fantasy                                                                           | 30 settembre 1995 | 8            | [ 132 ] |
| 3     | Mariah Carey   | One Sweet Day (con i Boyz II Men)                                                 | 2 dicembre 1995   | 16           | [ 132 ] |
| 3     | Mariah Carey   | Honey                                                                             | 13 settembre 1997 | 3            | [ 132 ] |
| 3     | Olivia Rodrigo | Drivers License                                                                   | 23 gennaio 2021   | 8            | [ 132 ] |
| 3     | Olivia Rodrigo | Good 4 U                                                                          | 29 maggio 2021    | 1            | [ 132 ] |
| 3     | Olivia Rodrigo | Vampire                                                                           | 15 luglio 2023    | 2            | [ 132 ] |
| 3     | Future         | Way 2 Sexy (Drake feat. Future & Young Thug)                                      | 18 settembre 2021 | 1            | [ 132 ] |
| 3     | Future         | Wait for U (Future feat. Drake & Tems)                                            | 14 maggio 2022    | 1            | [ 132 ] |
| 3     | Future         | Like That (Future, Metro Boomin & Kendrick Lamar)                                 | 6 aprile 2024     | 3            | [ 132 ] |
| 3     | Kendrick Lamar | Like That (Future, Metro Boomin & Kendrick Lamar)                                 | 6 aprile 2024     | 3            | [ 132 ] |
| 3     | Kendrick Lamar | Not like Us                                                                       | 18 maggio 2024    | 3            | [ 132 ] |
| 3     | Kendrick Lamar | Squabble Up                                                                       | 7 dicembre 2024   | 1            | [ 132 ] |

### Maggior numero di singoli nella Top 5
| Singoli | Artista         | Fonte   |
| ------- | --------------- | ------- |
| 41      | Drake           | [ 188 ] |
| 36      | Taylor Swift    | [ 189 ] |
| 29      | The Beatles     | [ 190 ] |
| 28      | Madonna         | [ 190 ] |
| 27      | Mariah Carey    | [ 190 ] |
| 26      | Janet Jackson   | [ 190 ] |
| 25      | Rihanna         | [ 190 ] |
| 21      | Elvis Presley   | [ 190 ] |
| 20      | Justin Bieber   | [ 190 ] |
| 20      | Michael Jackson | [ 190 ] |
| 20      | Stevie Wonder   | [ 190 ] |

### Maggior numero di singoli nella Top 10
| N. singoli | Artista         | Fonte   |
| ---------- | --------------- | ------- |
| 77         | Drake           | [ 104 ] |
| 59         | Taylor Swift    | [ 104 ] |
| 38         | Madonna         | [ 104 ] |
| 34         | The Beatles     | [ 104 ] |
| 32         | Rihanna         | [ 104 ] |
| 30         | Michael Jackson | [ 104 ] |
| 29         | Elton John      | [ 104 ] |
| 28         | Stevie Wonder   | [ 104 ] |
| 28         | Mariah Carey    | [ 104 ] |
| 27         | Janet Jackson   | [ 104 ] |

### Maggior numero di singoli nella Top 40
| Numero | Artista        | Fonte   |
| ------ | -------------- | ------- |
| 202    | Drake          | [ 191 ] |
| 138    | Taylor Swift   | [ 192 ] |
| 88     | Lil Wayne      | [ 193 ] |
| 81     | Elvis Presley† | [ 193 ] |
| 73     | Nicki Minaj    | [ 193 ] |
| 71     | Kanye West     | [ 193 ] |
| 59     | Elton John     | [ 193 ] |
| 53     | Travis Scott   | [ 194 ] |
| 53     | 21 Savage      |         |
| 52     | Eminem         | [ 193 ] |
| 52     | Rihanna        | [ 193 ] |
| 52     | Chris Brown    |         |
| 52     | Future         |         |
| 51     | Glee Cast      | [ 193 ] |
| 51     | Justin Bieber  | [ 195 ] |
| 51     | Jay-Z          | [ 193 ] |
| 51     | The Beatles    |         |

### Maggior numero di singoli nella Hot 100
| Entrate | Artista      | Fonte   |
| ------- | ------------ | ------- |
| 328     | Drake        | [ 188 ] |
| 263     | Taylor Swift | [ 189 ] |
| 207     | Glee Cast    | [ 196 ] |
| 186     | Lil Wayne    | [ 197 ] |
| 167     | Future       | [ 198 ] |
| 147     | Nicki Minaj  | [ 199 ] |
| 141     | Kanye West   | [ 200 ] |
| 138     | Lil Baby‡    | [ 201 ] |
| 114     | Chris Brown  | [ 202 ] |
| 112     | Travis Scott | [ 203 ] |

‡ – Lil Baby (27 anni, 141 giorni) è il più giovane solista ad accumulare almeno 100 entrate sulla Hot 100, un record precedentemente detenuto da Justin Bieber (27 anni, 145 giorni).

### Auto rimpiazzamenti alla numero uno
- The Beatles — I Want to Hold Your Hand → She Loves You (21 marzo 1964); She Loves You → Can't Buy Me Love (4 aprile 1964) †
- Boyz II Men — I'll Make Love to You → On Bended Knee (3 dicembre 1994)
- Puff Daddy — I'll Be Missing You (Puff Daddy e Faith Evans con i 112) → Mo Money Mo Problems (The Notorious B.I.G. con Puff Daddy e Ma$e) 30 agosto 1997
- Ja Rule — Always on Time (Ja Rule con Ashanti) → Ain't It Funny (Jennifer Lopez con Ja Rule) (9 marzo 2002)
- Nelly — Hot in Herre → Dilemma (Nelly con Kelly Rowland) (17 agosto 2002)
- OutKast — Hey Ya! → The Way You Move (OutKast con Sleepy Brown) (14 febbraio 2004)
- Usher — Yeah! (Usher con Lil Jon e Ludacris) → Burn (22 maggio 2004); Burn → Confessions Part II (24 luglio 2004)
- T.I. — Whatever You Like → Live Your Life (T.I. con Rihanna) (18 ottobre 2008); Whatever You Like → Live Your Life (15 novembre 2008)
- The Black Eyed Peas — Boom Boom Pow → I Gotta Feeling (11 luglio 2009)
- The Weeknd — Can't Feel My Face → The Hills (3 ottobre 2015)
- Justin Bieber — Sorry → Love Yourself (27 febbraio 2016); I'm the One (DJ Khaled con Justin Bieber, Quavo, Chance the Rapper e Lil Wayne) → Despacito (Remix) (Luis Fonsi e Daddy Yankee con Justin Bieber) (27 maggio 2021)
- Drake — God's Plan → Nice for What (21 aprile 2018); Nice for What → In My Feelings (21 luglio 2018)
- BTS — Butter → Permission to Dance (24 luglio 2021); Permission to Dance → Butter (31 luglio 2021) ‡
- Taylor Swift — Shake It Off → Blank Space (29 novembre 2014); Cruel Summer → Is It Over Now? (Taylor's Version) (From The Vault) (6 novembre 2023); Is It Over Now? (Taylor's Version) (From The Vault) → Cruel Summer (13 novembre 2023)  ‡ ♀
- Kendrick Lamar — Not like Us → Luther (Kendrick Lamar & SZA) (1° marzo 2025)

† – Ad oggi, i Beatles sono gli unici artisti a essersi auto rimpiazzati in tre settimane consecutive.

‡ – Ad oggi, i BTS e Taylor Swift sono gli unici artisti a essersi auto rimpiazzati in due settimane consecutive.

♀ – Ad oggi, Taylor Swift è l'unica artista donna ad essersi auto rimpiazzata in classifica.

Fonte:

### Maggior numero di posizioni occupate simultaneamente nella Top 10
| Numero | Artista           | Data              | Fonte           |
| ------ | ----------------- | ----------------- | --------------- |
| 10     | Taylor Swift      | 5 novembre 2022   | [ 207 ] [ 208 ] |
| 10     | Taylor Swift      | 4 maggio 2024 *   | [ 104 ]         |
| 5      | Drake †           | 18 settembre 2021 | [ 191 ] [ 208 ] |
| 5      | The Beatles       | 4 aprile 1964     | [ 191 ] [ 208 ] |
| 4      | The Beatles       | 28 marzo 1964     | [ 208 ]         |
| 3      | The Beatles       | 14 marzo 1964     | [ 208 ]         |
| 3      | The Beatles       | 21 marzo 1964     | [ 208 ]         |
| 3      | The Beatles       | 25 aprile 1964    | [ 208 ]         |
| 3      | Ariana Grande     | 23 febbraio 2019  | [ 208 ]         |
| 3      | Drake             | 20 marzo 2021     | [ 208 ] [ 209 ] |
| 3      | Drake             | 21 ottobre 2023   | [ 208 ] [ 209 ] |
| 3      | Taylor Swift      | 3 novembre 2023   | [ 159 ] [ 208 ] |
| 3      | Sabrina Carpenter | 7 settembre 2024  | [ 210 ]         |
| 3      | Kendrick Lamar    | 22 febbraio 2025  | [ 211 ]         |

- Prima del 2000, solamente i Beatles, i Bee Gees e Puff Daddy avevano occupato simultaneamente le prime due posizioni della classifica. I Beatles avevano anche contemporaneamente occupato le posizioni tre, quattro e cinque della Hot 100 in diverse settimane del 1964. Dal 2000, molti artisti sono riusciti in questa impresa, tra cui Usher, Mariah Carey, i Black Eyed Peas, the Weeknd, Justin Bieber e Drake. Il 23 febbraio 2019, Ariana Grande è diventata la prima artista dai Beatles, e la prima solista, ad occupare simultaneamente le prime tre posizioni. Il 5 novembre 2022, invece, Taylor Swift è diventata la prima artista a occupare l'intera Top 10, infrangendo il record di Drake che ne era riuscito a posizionare 9 il 18 settembre 2021.
 † – Il 18 settembre 2021 il rapper canadese Drake diventa il primo artista a posizionare 9 canzoni nella Top 10, occupando simultaneamente dalla prima alla quinta posizione e dalla settimana alla decima, venendo interrotto alla sesta posizione da Stay di The Kid Laroi e Justin Bieber. Essendo quindi la sesta posizione occupata da una canzone di un altro artista, Drake ha simultaneamente occupato solo le prime 5 posizioni. * – Nella settimana del 4 maggio 2024 Taylor Swift ha occupato le prime 14 posizioni della Billboard Hot 100, stabilendo un nuovo record.[104]

### Numero uno postume
- Otis Redding (m. 10 dicembre 1967) – (Sittin' On) The Dock of the Bay (16 marzo 1968)
- Janis Joplin (m. 4 ottobre 1970) – Me and Bobby McGee (20 marzo 1971)
- Jim Croce (m. 20 settembre 1973) – Time in a Bottle (29 dicembre 1973)
- John Lennon (m. 8 dicembre 1980) – (Just Like) Starting Over (27 dicembre 1980)
- The Notorious B.I.G. (m. 9 marzo 1997) – Hypnotize (3 maggio 1997) e Mo Money Mo Problems (30 agosto 1997)
- Soulja Slim (m. 26 novembre 2003) – Slow Motion (Juvenile con Soulja Slim) (7 agosto 2004)
- Static Major (m. 25 febbraio 2008) – Lollipop (Lil Wayne con Static Major) (3 maggio 2008)
- XXXTentacion (m. 18 giugno 2018) – Sad! (30 giugno 2018)

Fonte:

### Record di età
- Brenda Lee (78 anni, 363 giorni) è l'artista più anziana ad avuto un singolo alla prima posizione della Hot 100. Ha ottenuto tale record quando Rockin' Around the Christmas Tree ha raggiunto la vetta il 9 dicembre 2023.[79]
- Louis Armstrong (62 anni, 279 giorni) è l'artista uomo più anziano ad avere avuto un singolo alla prima posizione della Hot 100, ottenendo tale record quando Hello, Dolly! raggiunse la vetta il 9 maggio 1964.[213]
- Michael Jackson (11 anni, 155 giorni) è l'artista più giovane ad avere una numero uno nella Hot 100. Ha ottenuto il risultato come parte dei The Jackson 5 con I Want You Back il 31 gennaio 1970.
- Stevie Wonder (13 anni, 89 giorni) is è il più giovane artista solista a raggiungere la vetta della Hot 100, riuscendoci con Fingertips Pt. 2 il 10 agosto 1963.
- Little Peggy March (15 anni, 50 giorni) è la più giovane artista donna a raggiungere la vetta della Hot 100, riuscendoci con I Will Follow Him il 27 aprile 1963.
- Olivia Rodrigo (17 anni, 338 giorni) è la più giovane artista solista donna a debuttare alla uno nella Hot 100, quando Drivers License raggiunse direttamente la prima posizione il 23 gennaio 2021.[214]
- Justin Bieber (21 anni, 202 giorni) è il più giovane artista solista uomo a debuttare alla uno nella Hot 100, quando What Do You Mean? raggiunse direttamente la prima posizione il 19 settembre 2015.[215]
- Rihanna (23 anni, 69 giorni) è la più giovane artista ad avere almeno 10 numero uno nella Hot 100, riuscendoci quando S&M raggiunse la prima posizione l'11 aprile 2011.[216]
- Fred Stobaugh (96 anni, 23 giorni) è il più anziano artista vivente ad avere un singolo in classifica nella Hot 100. Ha collaborato alla canzone Oh Sweet Lorraine dei Green Shoe Studio, che raggiunse la numero 42 il 14 settembre 2013.[217] Il record era precedentemente detenuto da Tony Bennett (85 anni, 89 giorni) con il duetto con Amy Winehouse, Body and Soul, che raggiunse la posizione 87 il 1º ottobre 2011.
- L'artista di origini francesi Jordy Lemoine (5 anni, 156 giorni) è il più giovane artista ad avere un singolo in classifica nella Hot 100. Stabilì tale record quando la canzone Dur dur d'être bébé !, dove viene accreditato semplicemente come Jordy, è entrato nella Hot 100 il 19 giugno 1993.[218][219]

### Primati temporali
- Il più grande lasso di tempo tra due numero uno di un artista è di 63 anni e 46 giorni, ottenuto da Brenda Lee. Il suo singolo Rockin' Around the Christmas Tree ha raggiunto la prima posizione il 9 dicembre 2023, mentre il suo ultimo singolo a riuscirci fu I Want to be Wanted il 24 ottobre 1960.[79]
- La più grande attesa per un artista tra il suo debutto in Hot 100 e la sua prima numero uno appartiene ai Santana, con 30 anni tra il loro primo ingresso in Hot 100 (Jingo, 25 ottobre 1969) e le loro prime 12 settimane alla uno ottenute con Smooth (23 ottobre 1999).[220]
- Il maggior numero di ingressi nella Hot 100 prima di avere una canzone alla numero uno appartiene al rapper Future che, dopo 126 canzoni entrate nella classifica, ha ottenuto la sua prima numero uno grazie a Way 2 Sexy (di Drake, in collaborazione con Future e Young Thug).
- La più grande distanza temporale tra due diversi ingressi nella Hot 100 appartiene a Louis Prima, che ha impiegato 57 anni e 130 giorni per avere nuovamente un singolo all'interno della classifica. La sua più recente comparsa in classifica è segnata da 4th Dimension, di Kids See Ghosts in collaborazione con Louis Prima, che ha debuttato alla 42 il 23 giugno 2018.[221] Prima di questa, la sua precedente canzone nella Hot 100 era rappresentata da Wonderland by Night che aveva abbandonato la classifica dalla posizione 89 il 13 febbraio 1961.[222]
- Bobby Helms detiene il record per la più lunga attesa prima di avere un singolo nella Top 10: 60 anni, 4 mesi e 2 settimane. La sua canzone Dreams ha debuttato debuted il 18 agosto 1958, mentre Jingle Bell Rock ha raggiunto la top 10 nella settimana del 5 gennaio 2019.[223]
- The Christmas Song (Merry Christmas to You) di Nat King Cole detiene il record per la più lunga scalata prima di giungere nella Top 10: 62 anni e 26 giorni. È comparsa per la prima volta nella Hot 100 il 12 dicembre 1960 e ha raggiunto la posizione 9 il 7 gennaio 2023. Inoltre, Cole detiene anche il record per il lasso temporale più lungo tra due singoli nella Top 10: 59 anni, 6 mesi e una settimana; la sua canzone Those Lazy-Hazy-Crazy Days of Summer ha raggiunto la sesta posizione nel giugno 1963, mentre la sua seconda top 10 è stata ottenuta proprio con The Christmas Song (Merry Christmas to You) il 7 gennaio 2023.
- Mariah Carey detiene il record per la distanza temporale tra la prima e la più recente numero uno: 29 anni, 4 mesi e 2 settimane, dal 4 agosto 1990 (con la sua prima numero uno Vision of Love) fino al 21 dicembre 2019 (con la sua ultima #1 All I Want for Christmas Is You).[224] All I Want for Christmas Is You detiene anche il record per la canzone con la distanza temporale più lunga tra la prima e l'ultima settimana alla uno per una canzone: 3 anni e 2 settimane (21 dicembre 2019 – 7 gennaio 2023).
- Lady Gaga detiene il record per il periodo più lungo tra due debutti alla #1 con nove anni, tre mesi e una settimana. Ha superato Justin Bieber, che deteneva il record in precedenza con quattro anni e cinque mesi.[225]
- I BTS detengono il record per il periodo di tempo più breve per accumulare 3 debutti alla numero uno, con 4 mesi e 4 giorni.

## Primati degli album

### Maggior numero uno dallo stesso album
| N. singoli | Artista         | Album                              | Anno |
| ---------- | --------------- | ---------------------------------- | ---- |
| 5          | Michael Jackson | Bad                                | 1987 |
| 5          | Katy Perry      | Teenage Dream                      | 2010 |
| 4          | Artisti vari    | Saturday Night Fever               | 1977 |
| 4          | Whitney Houston | Whitney                            | 1987 |
| 4          | George Michael  | Faith                              | 1987 |
| 4          | Paula Abdul     | Forever Your Girl                  | 1988 |
| 4          | Janet Jackson   | Janet Jackson's Rhythm Nation 1814 | 1989 |
| 4          | Mariah Carey    | Mariah Carey                       | 1990 |
| 4          | Usher           | Confessions                        | 2004 |

Fonte:
- La colonna sonora de La febbre del sabato sera ha generato delle numero uno per diversi artisti: How Deep Is Your Love, Stayin' Alive e Night Fever dei Bee Gees e If I Can't Have You di Yvonne Elliman. A Fifth Of Beethoven di Walter Murphy, You Should Be Dancing e Jive Talkin' dei Bee Gees hanno raggiunto tutte la numero uno ma appartenevano già a precedenti album, quindi non possono essere considerate come numero uno estratte dalla colonna sonora de La febbre del sabato sera.
- Teenage Dream: The Complete Confection di Katy Perry, riedizione dell'album originaleTeenage Dream, ha incluso il singolo aggiuntivo Part of Me, che ha raggiunto la numero uno della Billboard Hot 100, portando il totale a 6. In ogni caso, non facendo parte dell'album originale questa sesta numero uno non viene considerata come estratta da Teenage Dream.[227]

### Maggior numero di singoli top 10 da un album
| N. singoli | Artista            | Album                              | Anno |
| ---------- | ------------------ | ---------------------------------- | ---- |
| 10         | Taylor Swift       | Midnights                          | 2022 |
| 10         | Taylor Swift       | The Tortured Poets Department      | 2024 |
| 9          | Drake              | Certified Lover Boy                | 2021 |
| 8          | Drake              | Her Loss                           | 2022 |
| 7          | Drake              | For All the Dogs                   | 2023 |
| 7          | Drake              | Scorpion                           | 2018 |
| 7          | 21 Savage          | Her Loss                           | 2022 |
| 7          | Michael Jackson†   | Thriller                           | 1982 |
| 7          | Bruce Springsteen† | Born in the U.S.A.                 | 1984 |
| 7          | Janet Jackson†     | Janet Jackson's Rhythm Nation 1814 | 1989 |
| 7          | Taylor Swift       | 1989 (Taylor's Version)            | 2023 |
| 6          | Michael Jackson    | Bad                                | 1987 |
| 6          | George Michael     | Faith                              | 1987 |
| 6          | Janet Jackson      | Janet.                             | 1993 |
| 6          | Katy Perry         | Teenage Dream                      | 2010 |
| 6          | Juice Wrld         | Legends Never Die                  | 2020 |
| 6          | Morgan Wallen      | One Thing at a Time                | 2023 |

† – Michael Jackson, Bruce Springsteen e Janet Jackson condividono il record per il maggior numero di singoli ufficialmente rilasciati da un album che hanno raggiunto la Top 10, con 7 ciascuno (rispettivamente da Thriller, Born in the U.S.A. e Janet Jackson's Rhythm Nation 1814).
Note: 
1. ↑  La canzone BackOutsideBoyz non vede la collaborazione di 21 Savage, ciò significa che il numero a lui accreditato è di 7 canzoni in top 10.[227]
2. ↑  Altri due singoli da top 10 sono stati ottenuti dalla re-release Teenage Dream: The Complete Confection', "Part of Me" and "Wide Awake", portando il totale dell'album a 8.[227]

Fonte:

### Altri record
- L'album di Janet Jackson Janet Jackson's Rhythm Nation 1814 detiene il maggior numero di singoli finiti nella Top 5, con 7.[230]
- Janet Jackson ha il maggior numero di album con 5 o più singoli finiti in Top 10. Gli album sono: Control, Janet Jackson's Rhythm Nation 1814 e janet.[231] Drake ha equiparato il record nel 2022 con Scorpion, Certified Lover Boy e Her Loss.
- La settimana del 18 marzo 2023 tutte le 36 canzoni dell'album One Thing at a Time di Morgan Wallen hanno occupato un posto nella Billboard Hot 100, dei quali 27 debutti che si sono unite a 9 canzoni già presenti precedentemente in classifica. In precedenza, Drake aveva piazzato contemporaneamente tutte le 27 canzoni del suo album Scorpion nella settimana del 14 luglio 2018[232], eclissando il suo precedente record di 22 canzoni dell'album More Life circa un anno prima, l'8 aprile 2017,[233] e 18 dal suo album Views due anni prima, il 21 maggio 2016.[234]
- La settimana del 5 novembre 2022, Taylor Swift è diventata la prima artista a occupare l'intera Top 10, così come ad avere altre dieci canzoni piazzate nella Hot 100, tutte estratte dal suo album Midnights, eclissando il record di Drake che, nella settimana del 18 settembre 2021, piazzò nove canzoni dell'album Certified Lover Boy nella top 10.[207] Successivamente, nella settimana del 4 maggio 2024, la Swift ha infranto il suo precedente record occupano le prime 14 posizioni della Hot 100 con i brani provenienti dal suo album The Tortured Poets Department.[104]

## Record aggiuntivi
- La prima numero uno della Hot 100 è stata Poor Little Fool di Ricky Nelson (4 agosto 1958).[235]
- La numero uno più corta della storia della Hot 100 è Stay dei Maurice Williams And The Zodiacs (21 novembre 1960), lunga solamente 1 minuto e 38 secondi.[236][237]
- La più lunga numero uno della storia della Hot 100 è All Too Well (Taylor's Version)  di Taylor Swift (27 novembre 2021), lunga 10 minuti e 13 secondi.[238]
- La numero uno con il titolo più lungo contiene 41 parole, raggiungendo la vetta nel giugno 1981. Nonostante sia stata annunciata ufficialmente come Stars on 45 Medley, il suo titolo ufficiale è: Medley: Intro 'Venus' / Sugar Sugar / No Reply / I'll Be Back / Drive My Car / Do You Want to Know a Secret / We Can Work It Out / I Should Have Known Better / Nowhere Man / You're Going to Lose That Girl / Stars on 45.
- La prima numero uno che ha recepito le nuove regole della Billboard del conteggio sia delle vendite sia dei passaggi radiofonici, utilizzando i dati di Nielsen SoundScan e Nielsen Broadcast Data Systems è stata Set Adrift on Memory Bliss di P.M. Dawn (30 novembre 1991).[239]
- Il 2 settembre 1995, You Are Not Alone di Michael Jackson è diventata la prima canzone a debuttare direttamente in vetta alla Hot 100. Durante il resto dell'anno ci sono stati altri tre debutti alla prima posizione, inclusi due singoli di Mariah Carey. Il record del 1995 di quattro debutti alla numero uno è stato successivamente eguagliato nel 2018. In seguito, nel 2020, il record è stato infranto grazie a 12 debutti alla uno nello stesso anno. Per un dettaglio maggiore sui debutti alla uno nella storia della Hot 100, si consulti l'apposita sezione di questa pagina.
- La prima numero uno nella settimana in cui Billboard ha permesso anche alle canzoni non rilasciate ufficialmente come singoli di entrare in classifica è stata I'm Your Angel di R. Kelly e Céline Dion (5 dicembre 1998).[240]
- La prima numero spinta solamente dai passaggi radiofonici (senza aver ottenuto alcun punto dalle vendite) è stata Try Again della cantante Aaliyah (17 giugno 2000).[241]
- We Don't Talk About Bruno, dei cantanti Carolina Gaitán, Mauro Castillo, Adassa, Rhenzy Feliz, Diane Guerrero, Stephanie Beatriz e del cast del film Encanto, ha stabilito il record per la numero uno con il maggior numero di artisti accreditati (5 febbraio 2022).[242]
- Morgan Wallen detiene il record per il maggior numero di ingressi nella Hot 100 in una settimana, quando tutte le 36 canzoni dell'album One Thing at a Time di Morgan Wallen hanno occupato un posto nella Billboard Hot 100 nella settimana del 18 marzo 2023, dei quali 27 debutti che si sono unite a 9 canzoni già presenti precedentemente in classifica. I Beatles detenevano in passato questo record, occupando 14 posizioni sulla Hot 100 nella data 11 aprile 1964, record rimasto ineguagliato per circa 51 anni. Il 7 marzo 2015, Drake li ha equiparati,[243] eguagliandoli di nuovo poi anche il 17 ottobre dello stesso anno.[234] Justin Bieber poi ha esteso il record a 17 5 dicembre 2015,[244] ma Drake ha poi ribattuto il record per ben tre volte consecutive: il 21 maggio 2016 con 20 canzoni, l'8 aprile 2017 con 24 canzoni e, infine, è riuscito a piazzare contemporaneamente tutte le 27 canzoni del suo album Scorpion nella settimana del 14 luglio 2018.[232]
- I Beatles sono gli unici artisti a occupare simultaneamente le prime due posizioni sia della Hot 100 sia della Billboard 200, riuscendoci per nove settimane consecutive (29 febbraio - 25 aprile 1964). Hanno ottenuto questo record, nelle prime cinque settimane, grazie a I Want to Hold Your Hand e She Loves You che si trovavano alla #1 e alla #2 della Hot 100, contemporaneamente agli album Meet the Beatles! e Introducing... The Beatles che occupavano le prime due posizioni della Billboard 200. Nelle restanti quattro settimane, Can't Buy Me Love e Twist and Shout erano la prima e la seconda canzone in classifica nella Hot 100, mentre Meet the Beatles! e Introducing... The Beatles sono rimasti stabili nella classifica degli album non variando le loro posizioni.[245][246]
- Il 23 febbraio 2019, Ariana Grande è diventata la prima artista dai Beatles, e la prima solista, a occupare le prime tre posizioni della Hot 100.[208]
- I The Black Eyed Peas sono gli artisti che detengono la più lunga permanenza consecutiva in vetta alla Hot 100, 26 settimane, da aprile a ottobre 2009. Sono riusciti nell'intento grazie ai singoli Boom Boom Pow (12 settimane in vetta) e I Gotta Feeling (14 settimane alla uno).[247]
- Il 4 dicembre 2010, Only Girl (in the World) della cantante barbadiana Rihanna ha raggiunto la prima posizione due settimane dopo What's My Name?, facendo sì che, per la prima volta nella storia della Hot 100, il primo singolo estratto da un album raggiungesse la numero uno dopo il suo secondo singolo estratto.[248]
- Il 28 gennaio 2017, Ed Sheeran è diventato il primo artista con più di una canzone a debuttare in Top 10: Shape of You debuttò alla 1, mentre Castle on the Hill entrò alla numero 6.[249]
- Justin Bieber è diventato il primo artista ad avere 7 canzoni da un album di debutto sulla Hot 100, a seguito del rilascio del suo EP di sette tracce My World il 5 dicembre 2009.[250]
- Drake è il primo artista ad avere una canzone debuttante in prima posizione a essere rimpiazzata da un'altra canzone anch'essa debuttante in vetta alla classifica. Ci è riuscito il 28 2018, quando Nice For What ha rimpiazzato God's Plan dopo che ha speso 12 settimane in prima posizione.[251]
- Ariana Grande è l'unica artista ad avere il primo singolo rilasciato da ognuno dei suoi sette album a debuttare direttamente nella Top 10.[252][253] Inoltre, è la prima artista le cui prime cinque numero uno sono rappresentate tutte da debutti direttamente in vetta alla Hot 100. Le canzoni coinvolte sono  Thank U, Next, 7 Rings, Stuck With U, Rain On Me e Positions. Oltretutto, grazie alle ultime tre canzoni, Ariana Grande è diventata la prima artista ad avere tre debutti alla uno in un anno solare.[254]
- Beyoncé è la prima artista nella storia della Hot 100 ad avere 12 canzoni ad occupare una posizione nella classifica simultaneamente. Tale risultato è avvenuto in data 14 maggio 2016, a seguito della pubblicazione del sesto album della cantante Lemonade.[255][256]
- Taylor Swift è la prima artista nella storia della Hot 100 a debuttare direttamente alla 1 sia sulla Billboard 200 sia sulla Billboard Hot 100. Ha ottenuto tale risultato con il suo ottavo album, Folklore, che ha debuttato in vetta alla Billboard 200 nella stessa settimana che il suo singolo apripista Cardigan ha debuttato in cima alla Hot 100, in data 8 agosto 2020.[257] È anche la prima artista a riuscire in tale impresa per ben cinque volte. Ci è in seguito riuscita con il nono album Evermore e il suo primo singolo pubblicato Willow (26 dicembre 2020);[258] con Red (Taylor's Version) e All Too Well (Taylor's Version) (27 novembre 2021), con Midnights e il suo primo singolo Anti-Hero (5 novembre 2022) e infine con 1989 (Taylor's Version) e il singolo Is It Over Now? (11 novembre 2023).
- The Weeknd, con la canzone Blinding Lights del 2019, detiene il record per il più alto rientro in classifica, in quanto dopo la sua uscita nella settimana del 2 gennaio 2021 è rientrato in classifica la settimana seguente direttamente in terza posizione.[259]
- Nella settimana del 20 marzo 2021, per la prima volta le prime quattro posizioni erano occupate da canzoni che avevano debuttato quella settimana. Allo stesso tempo, è stata anche la prima volta che l'intera top-3 fosse occupata da debutti, con Drake (che occupava le prime tre posizioni con What's Next, Wants and Needs e Lemon Pepper Freestyle) che è diventato il primo artista a debuttare direttamente alla posizione 1, 2 e 3 nella stessa settimana. (Alla posizione 4 aveva debuttato "Leave the Door Open" dei Silk Sonic).[260] Il 18 settembre 2021, è stato superato dallo stesso Drake che ha debuttato con cinque nuove canzoni occupanti le posizioni dalla 1 alla 5 (Way 2 Sexy, Girls Want Girls, Fair Trade, Champagne Poetry e Knife Talk).
- Drake è rimasto per 8 anni (431 settimane) nella Hot 100 senza mai uscirne; è inoltre l’artista con più top 10 nella classifica e anche il primo artista nella storia della classifica a riuscire a piazzare nove brani simultaneamente nella top 10 (18 settembre 2021).[261]
- Olivia Rodrigo è la prima artista che è riuscita a far debuttare i suoi primi tre singoli della carriera direttamente nella top 10 della Hot 100, ottenendolo con Drivers License, Deja Vu e Good 4 U. Inoltre, il suo album di debutto Sour (2021) è il primo nella storia della Hot 100 a ottenere due singoli che hanno debuttato direttamente in vetta alla Hot 100, riuscendoci con Drivers License e Good 4 U.
- As It Was di Harry Styles è diventata la prima canzone a tornare in vetta alla Hot 100 per cinque volte.[262] In precedenza, nel 2018, Drake con la sua Nice for What erano tornati alla numero uno in tre mandate differenti.
- Il 5 novembre 2022, Taylor Swift è diventata la prima artista ad occupare simultaneamente tutte le prime dieci posizioni della classifica, riuscendoci grazie alle canzoni del suo ultimo album Midnights. Per la prima volta non furono presenti artisti uomini nella top 10; Swift e Lana Del Rey, che era accreditata in una delle canzoni della Swift, erano le uniche artiste presenti, rappresentando anche il numero più basso di artisti presenti nella top 10 (2).
- Rihanna è la donna più giovane (31 anni) ad aver posizionato 14 singoli alla prima posizione (almeno uno per ogni album, fatta eccezione per il suo album di debutto Music Of The Sun di cui un singolo, Pon de Replay, è arrivato alla seconda posizione) e in totale 32 singoli nella Top 10. È inoltre l'artista ad aver piazzato 13 singoli in vetta alla classifica nel minor tempo, seconda solo a Mariah Carey.
- I BTS sono il primo gruppo sudcoreano ad arrivare alla numero 1 della classifica con il singolo Dynamite, uscito il 21 agosto 2020. Ci riusciranno poi con altre cinque canzoni (Life Goes On, Savage Love (Laxed – Siren Beat), Butter, Permission to Dance e My Universe). Eccezione fatta per Savage Love, le altre cinque numero uno dei BTS sono tutti debutti in prima posizione.
- Il cantante Jimin è il primo artista solista sudcoreano a raggiungere la prima posizione della Hot 100, riuscendoci con Like Crazy che, nella settimana dell'8 aprile 2023, ha debuttato direttamente in vetta alla classifica.[263]
- Con la pubblicazione del 22 luglio 2023, Taylor Swift è diventata la prima artista donna a avere contemporaneamente nella Top 10 tre singoli provenienti da tre album differenti, quando I Can See You (Taylor's Version) (From The Vault) dell'album Speak Now (Taylor's Version), Cruel Summer dell'album Lover e Karma dell'album Midnights si trovavano rispettivamente alla posizione 5, 9 e 10 della Billboard Hot 100.[9]